# Xavier Forneret
Vous lisez un « article de qualité » labellisé en 2014.
Œuvres principales
- L'Homme noir, drame, 1837,
- Vapeurs, ni vers ni prose, poèmes, 1838,
- Sans titre, aphorismes, 1838,
- Encore un an de Sans titre, aphorismes, 1840,
- Pièce de pièces, Temps perdu, nouvelles, 1840

Xavier Forneret, surnommé « l'Homme noir, blanc de visage », né à Beaune (Côte-d'Or) le 16 août 1809 et mort dans la même ville le 7 juillet 1884, est un écrivain, dramaturge et poète français.
Riche propriétaire de vignobles en Côte-de-beaune, dans les domaines de Pernand et Savigny notamment, Xavier Forneret a dilapidé le patrimoine familial en menant une existence de marginal excentrique. Sa fortune lui permet de publier lui-même ses ouvrages à compte d'auteur et de faire représenter son théâtre à ses frais, sans jamais rencontrer le succès. De son vivant, Charles Monselet lui consacre un article dans Le Figaro, qui fonde sa légende comme « l'Inconnu du romantisme ».
Représentant une tendance frénétique du romantisme français, Xavier Forneret est associé par les critiques littéraires aux petits romantiques, « expression trop étroite », selon Jean-Luc Steinmetz, « pour contenir tant de personnalités disparates, qu’aucune minoration ne parvient à réduire à merci ». Selon François Dominique, sa personnalité originale « se rattache à cette tradition d'isolés qui forment en fait un ensemble remarquable : Alphonse Rabbe, Philothée O'Neddy, Pétrus Borel, Philarète Chasles, Alphonse Esquiros, Lacenaire et Charles Lassailly ».
Son œuvre a été tirée de l'oubli par les surréalistes, qui le rapprochent de Lautréamont et de Raymond Roussel. Il est considéré par André Breton comme un précurseur de l'écriture automatique et un maître de l'humour noir. Le Prix de l'Humour noir en littérature a été nommé en son honneur, depuis sa création par Tristan Maya en 1954.

## Biographie
« L'Homme commet une faute en naissant, — celle de naître. — »

— Sans titre, 1838

### Enfance et milieu familial
Issu d'une famille de marchands originaire de Lausanne et installée à Beaune depuis le XVe siècle, Antoine-Charles-Ferdinand-Xavier Forneret naît le 16 août 1809. Il est le fils unique de Jean-Antoine Forneret, né en 1774, et d'Éléonore-Philiberte-Émilie Mathieu, née en 1782. Ses parents s'étaient mariés le 13 juin 1804,, et habitaient cour Forneret (actuellement 1, rue Carnot). Son éducation comprend l'apprentissage du violon, auprès d'un professeur beaunois, puis d'un professeur parisien. Ce violon est un stradivarius, « bel instrument donné par bonté de mon père » selon un poème de Vapeurs, ni vers ni prose (Vapeur XXIV).
La fille aînée du couple, Marguerite-Apolline, née le 13 messidor an XIII (6 juillet 1805), épouse Fabius Caron, médecin à Paris, le 23 juin 1828, contre la volonté de sa mère, mais avec la signature du père et du frère. Parmi « les lectures de ce songe-creux, baptisé ainsi par son entourage », terme qu'il propose de remplacer par « songe-vide », on compte peu d'auteurs classiques et assez de modernes pour son époque, tel que le révèle l'inventaire de sa bibliothèque : La Rochefoucauld, La Fontaine, Racine, Voltaire, Gresset, Rousseau, d'Alembert, Chamfort, Florian, Volney, Béranger, Byron, Young, Lamartine et Hugo. Ces quatre derniers auteurs ont exercé une profonde influence sur son œuvre.

### Patrimoine, héritages et procès

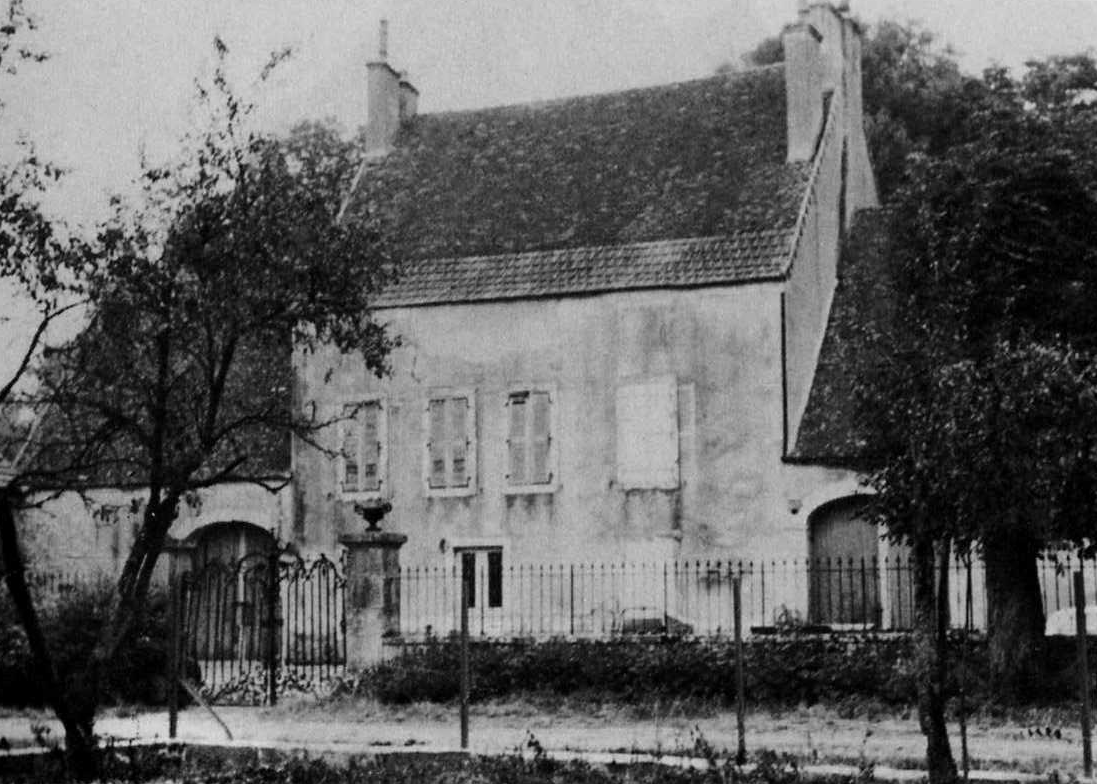
Le pavillon de Mimande tel que le connaissait Xavier Forneret.

Jean-Antoine Forneret meurt le 4 décembre 1828. Son fils âgé de 19 ans est émancipé le 19 décembre, afin de pouvoir recueillir l'héritage paternel, notamment la maison de campagne de Mimande, à une douzaine de kilomètres de Beaune, qui devient sa résidence principale. C'est dans ce « pavillon de Mimande » que Forneret rédige la plupart de ses œuvres. Son intérieur comporte bientôt « de beaux meubles, du style Empire, des gravures et des tableaux, dont un Delacroix, une belle bibliothèque aussi, avec de nombreux volumes dont certains, rares, habillés par des relieurs habiles, et tous témoignant de cette grande époque romantique ».
La fortune de Xavier Forneret consiste notamment en vignobles de Bourgogne très renommés, les vignes de Pernand et Savigny en particulier — qui deviennent l'enjeu d'« une série de procès » entre le fils et sa mère, après la mort de la sœur aînée, à Paris, le 21 août 1829. Bernadette Blandin, éditrice et biographe de l'écrivain, rappelle que « le produit de ces vignes est encore vendu chaque année aux enchères, lors de la Vente des Vins de l'Hôtel-Dieu de Beaune ».
En tant que fils de veuve, Xavier Forneret est exempté lorsqu'il tire au sort pour le service militaire en février 1830. Lors de la révolution de Juillet, il est pourtant intégré dans la garde nationale récemment rétablie. Sans quitter Beaune, le jeune homme appartient au corps de musique, où il tient la caisse roulante.
Xavier Forneret s'installe à Dijon en 1832, puis à Paris en 1837. Il y fait paraître ses ouvrages, publiés à compte d'auteur. Il obtient également d'y faire représenter son théâtre, sans rencontrer le succès. Au terme de ces deux séjours de cinq années, il redevient citoyen de Beaune après la mort de sa mère, le 11 septembre 1842. Depuis plusieurs années, celle-ci « avec laquelle il ne faisait pas bon ménage », selon Tristan Maya, montrait « des signes d'aliénation mentale : elle se prit à détester ce fils qui courait les villes et dépensait sans compter pour offrir son nom à la risée publique ».
Aux deuils familiaux qui frappent le jeune auteur s'ajoutent des circonstances étranges et macabres — comme la découverte du cercueil de sa sœur, morte depuis plus de dix ans, que leur mère avait fait revenir secrètement et qui est retrouvé grâce à une tentative de vol dans la maison familiale : « Des voleurs, qui avaient profité du séjour de Mme Forneret dans sa maison de Mimande pour s'introduire dans la place, ouvrirent cette caisse qui leur avait paru prometteuse. À la vue des ossements, ils laissèrent tout en plan et s'enfuirent sans rien fermer, ce qui alerta les voisins ». Xavier Forneret fait célébrer une cérémonie religieuse à la suite de cet événement, le 30 juin 1841.
Sa situation matérielle, « déjà fort compromise par son train de vie et les factures de ses luxueuses publications, demande une administration sérieuse. Il tente — en vain — de faire annuler le legs consenti par sa mère » de son domaine situé sur les communes de Savigny et Pernand, estimé à 31 870 Francs pour « y élever deux jeunes filles nées de légitime mariage et de parents domiciliés à Beaune depuis au moins six ans, et qui devront rester audit hospice jusqu'à leur majorité ».

### Journalisme, politique

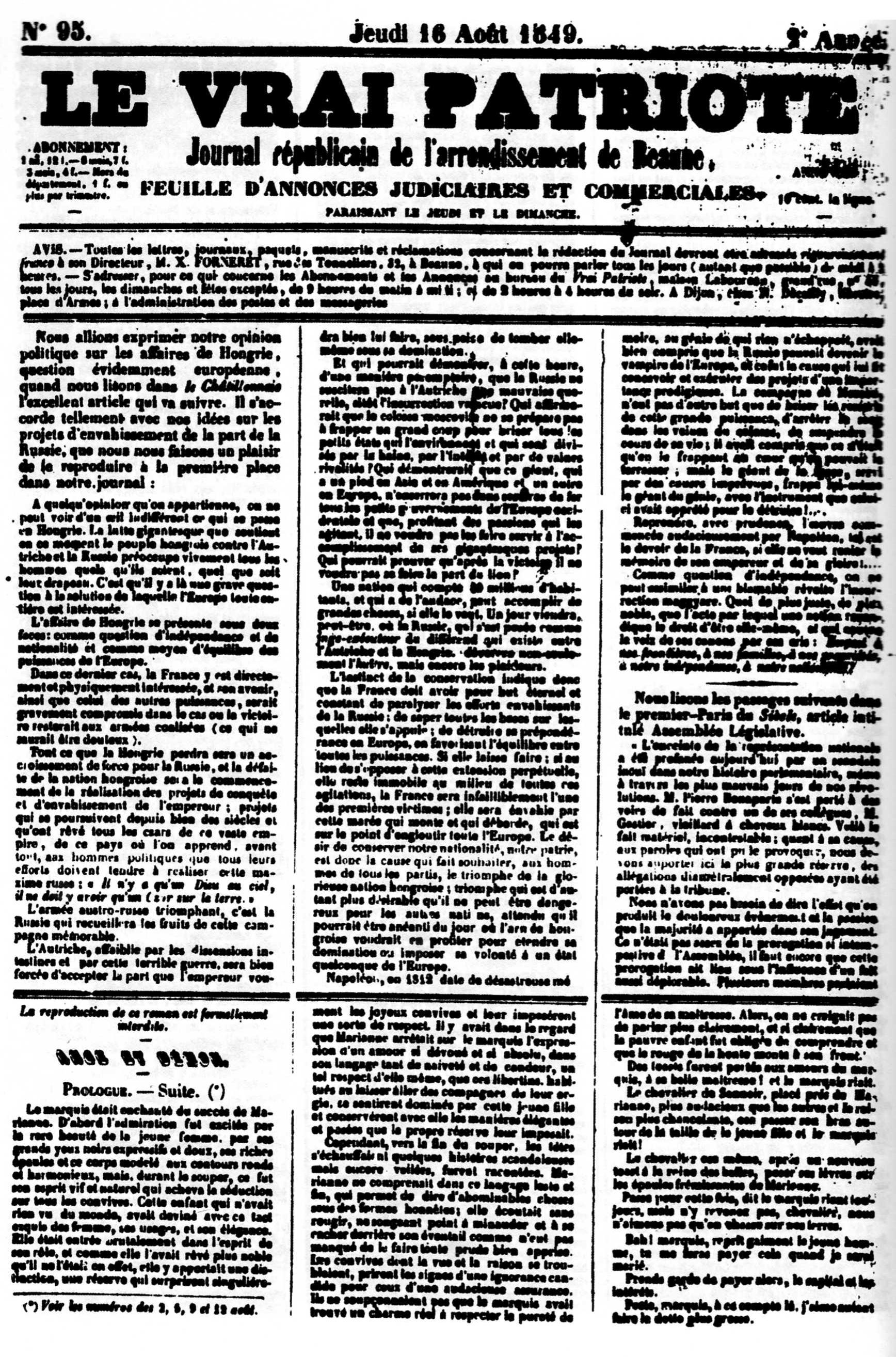
Le Vrai Patriote, 16 août 1849, l'un des derniers numéros publiés.

La révolution de 1848 et l'instauration de la seconde République sont l'occasion pour Xavier Forneret de s'exprimer dans le domaine de la politique. Un poème paraît le 21 avril, « imprimé sous forme d'affiche » et dédié Aux électeurs de Beaune, et à tous, qui se présente comme une « profession de foi », même si Tristan Maya estime que ces vers « traduisent son opportunisme ».
Surtout, il prend la direction d'un journal « républicain modéré, qui fait campagne pour Cavaignac », Le Vrai Patriote. Le premier numéro paraît le 4 juin 1848, mais la parution du journal est suspendue le 31 décembre, à la suite de l'élection de Louis-Napoléon Bonaparte à la présidence. La publication reprend le 13 mai 1849, et montre les premiers signes de déchéance financière de Xavier Forneret. Celui-ci commence à vendre ses maisons et ses terres. Après quelques numéros, Le Vrai Patriote disparaît définitivement le 26 août 1849. La dissolution de la société en est officialisée le 11 septembre.
Par la suite, Xavier Forneret consacre ses interventions publiques à « des questions d'actualité, d'ordre politico-social » : l'infanticide en 1856,, le pouvoir temporel du pape (Mon mot aussi en 1861) et surtout la peine de mort, dont il se montre partisan, à l'occasion du procès de Charles Hugo. Il publie ainsi ses Réflexions sur la peine de mort à Dijon, en juin 1851, précédées d'une Lettre à M. Victor Hugo.

Cette brochure connaît une seconde impression à Paris, en février 1870, sous le titre Quelques mots sur la peine de mort. Ce texte est ainsi le seul de son auteur dont le tirage atteint 2 000 exemplaires, à titre exceptionnel. Selon Jacques-Rémi Dahan, « les circonstances de l'actualité, et la conscience de la responsabilité dévolue au sacerdoce poétique, justifièrent seules, aux yeux du Beaunois, qu'il condescendît à la recherche d'un auditoire plus vaste ».

### Amours et descendance
Xavier Forneret ne s'est jamais marié, mais il a entretenu des relations avec au moins trois femmes, dont le témoignage est parvenu aux historiens de manière administrative ou littéraire, et montrent « quel être compliqué » il était au quotidien.
À partir de la fin de l'année 1844, l'écrivain vit le plus souvent dans sa propriété de Mimande « en compagnie de Jeanne Sarrey, brodeuse en tapisserie à Dijon ». La soupçonnant de l'avoir trompé, « il explose, s'érige en despote et veut faire de son amour contrarié sa chose sans âme et sans volonté ». Le 27 avril 1846, il l'accuse d'avoir tenté d'empoisonner la salade qu'elle avait assaisonnée : « Il fait procéder à trois analyses chimiques. Une seule révèle la présence d'un sel de cuivre, sans doute du vert-de-gris résultant du mauvais entretien d'un récipient en cuivre ». Les amants se séparent, « puis ils se revoient devant témoins : Il la traite d'empoisonneuse, la cravache. Elle le chasse. Lui essaie de la retrouver pour la châtier. Il menace père et fille de la cour d'assises. Finalement, la malheureuse, terrorisée, entre au couvent du Bon-Pasteur à Mâcon ».
Quinze jours plus tard, le 21 juin 1846, Xavier Forneret écrit une Lettre à Dieu de quatre pages, dans laquelle il règle ses comptes avec la jeune femme, « en véritable tartufe ». Écrouée en septembre sous l'inculpation d'empoisonnement, Jeanne Sarrey est acquittée et remise en liberté le 6 mars 1847. Tristan Maya reconnaît que l'écrivain « ne sort pas grandi par cette affaire qui se solde par un non-lieu général » et fait l'objet de chroniques hostiles dans la presse locale, avec laquelle il est en conflit depuis plusieurs années.
Dès l'année suivante, Xavier Forneret vit avec « une jeune fille de dix-neuf ans, lui qui en a le double et pourrait être son père, du nom d'Émilie Martin, fille d'un tonnelier de Beaune ». Celle-ci lui donne un fils, prénommé Antoine-Charles-Ferdinand-Xavier, le 29 septembre 1847. Reconnu par son père le 4 novembre, l'enfant est également le dédicataire d'un poème publié à Beaune le 11 novembre, « en une brochure à couverture rose et très belle typographie », À mon fils naturel. Émilie Martin donne naissance à un second fils, prénommé Charles-Ferdinand-Louis-Claude, le 29 janvier 1851, que Xavier Forneret reconnaît également. Selon Tristan Maya, « ayant désormais fils et compagne, il perd de son agressivité, mais aussi de son génie ».
Ces deux seuls enfants de l'écrivain meurent, l'aîné en 1867 à une date inconnue, et le cadet le 20 août 1868. Dans une carte-lettre versée au dossier de son testament olographe « à décacheter après ma mort », Xavier Forneret note, le 31 mai 1879 : « Mes deux fils naturels, Xavier et Louis, sont morts il y a environ douze ans. Quant à leur mère, Mademoiselle Émilie Martin de Beaune (Côte-d'Or), de longues années se sont écoulées depuis qu'elle a quitté volontairement mon domicile. Depuis cette époque, j'ignore ce qu'elle est devenue ». En effet, c'est sans doute dans le courant de 1853 qu'il se sépare de sa maîtresse, ou que celle-ci le quitte.
Tristan Maya s'interroge encore sur « ce qui a pu provoquer cette séparation. Était-elle excédée par les bizarreries et le despotisme de son amant ? Désirait-elle régulariser son union avec lui ? S'était-elle heurtée à la fin de non-recevoir d'un bourgeois qui ne veut pas condescendre à un mariage au-dessous de sa condition ? Avait-elle connu, dès cette époque, le terrassier Pagnon qui deviendra son conjoint ? Rêve-t-elle d'une vie plus simple ? Rien n'éclaire cette rupture ».

### Dernières années
Xavier Forneret rédige un premier testament le 31 mai 1870. À partir de l'année 1875, il vit en compagnie d'une artiste autrichienne, originaire d'Olmütz, la baronne Frédérique-Rosalie von Humbracht qui l'accompagne au piano lorsqu'il se produit « en tant que violoniste, dans des concerts donnés au profit des populations du Midi sinistrées du fait des inondations ». C'est en sa faveur qu'il reprend son testament, le 4 janvier 1880. Cependant, à cette date, son patrimoine est très diminué. Le 22 janvier 1881, « à peu près ruiné », il doit vendre sa maison de Mimande à son notaire, M. Béné.
L'écrivain meurt à Beaune le 7 juillet 1884 à dix heures du soir. Aucun membre de sa famille n'est présent, un voisin signe la déclaration de décès. La Revue Bourguignonne insère une brève notice nécrologique dans son numéro du lendemain : « Au moment de mettre sous presse, nous apprenons le décès de M. Xavier Forneret, bien connu par des publications qui, en raison de leur originalité, sont passées aujourd'hui à l'état de curiosités bibliographiques ». Le service religieux et l'inhumation ont lieu le surlendemain. Conformément à ses dispositions testamentaires, il est enterré dans le cimetière de Beaune, auprès de ses parents. La tombe familiale a été relevée dans la fosse commune à la fin des années 1920. Il est remarquable, par ailleurs, que le testament de Xavier Forneret, « dernière pièce découverte par François Mortureux, ancien archiviste de la ville de Beaune », constitue l'un des très rares documents présentant un échantillon de son écriture et de sa signature,.

## Œuvre
« Le plus grand voleur que je connaisse, — c'est moi, — si vous me lisez. — »

— Encore un an de Sans titre, 1840

### Théâtre
- Deux destinées, drame en cinq actes, 1834,
- Vingt-trois, trente-cinq, comédie-drame en un acte, 1835, créé au théâtre de Dijon le 15 mars 1836,
- L'Homme noir, drame en cinq actes, 1835, créé au théâtre de Dijon le 10 mars 1837,
- Oncle et neveu Franget, comédie burlesque représentée en 1854 à Chalon-sur-Saône (perdue[56])
- Mère et Fille, drame en cinq actes, dont un prologue, 1855, créé au théâtre de Montmartre, le 25 janvier 1855,
- Jamais, drame signalé dans un article du Moniteur dramatique, le 24 mai 1855 (perdu[56])

### Contes, récits, roman
- Rien suivi de Quelque chose, 1836,
- Et la lune donnait et la rosée tombait, 1836,
- Lanterne magique ! Pièce curieuse !, 1836,
- Quelque chose du cœur, 1837,
- Pièce de pièces, Temps perdu, 1840,
- Premier extrait d'un volume de Rêves, 1845 (perdu[57])
- Deuxième extrait d'un volume de Rêves, 1846,
- Caressa, roman, 1858,
- Pierre aimait, conte non daté[58], intégré dans le recueil Ombres de poésie[59]

### Poésie
- Vapeurs, ni vers ni prose, 1838,
- À mon fils naturel, 1847,
- Quelques-unes doivent dire cela, poème extrait de Vapeurs, ni vers ni prose, 1848,
- Aux électeurs de Beaune et à tous, poème imprimé sous forme d'affiche, 1848,
- Lignes rimées, 1853,
- L'Infanticide, poème imprimé en caractères rouges, inséré dans le recueil Ombres de poésie, 1856,
- À Sa Majesté l'Empereur passé, présent, futur, poème inséré dans Ombres de poésie, 1858,
- Ombres de poésie, 1860

### Aphorismes
- Sans titre, par un homme noir blanc de visage, 1838,
- Encore un an de Sans titre, par un homme noir blanc de visage, 1840,
- Broussailles de la pensée, de la famille de « Sans titre », 1870

### Divers
- Lettre à Dieu, 1846,

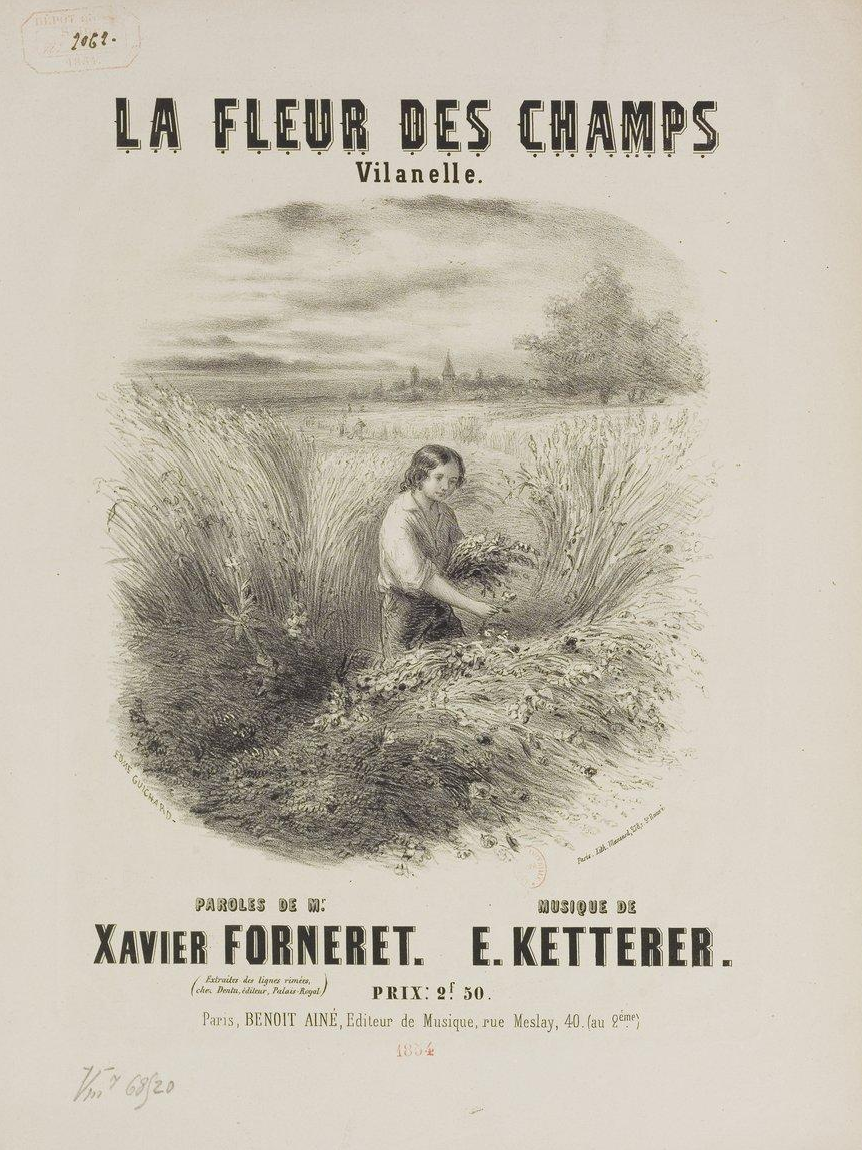
La fleur des champs, villanelle.

- Pourquoi je n'ai pas pu donner dans les élections ma pauvre petite voix à Beaune, brochure politique de 1846 (perdue[60])
- Procès en diffamation, 1850[61],
- Lettre à M. Victor Hugo, suivie de Réflexions sur la peine de mort, 1851 (rééditée sous le titre Quelques mots sur la peine de mort en 1870)
- Voyage d'agrément de Beaune à Autun, fait le 8 septembre 1850, 1851,
- 47 phrases à propos de 1852, 1852 (perdu[57])
- Second voyage d'agrément — mon arrestation, 1853 (perdu[56])
- Quelques lignes inévitables, lettre ouverte au rédacteur de l'Indicateur chalonnais, 1854[57],
- Mon mot aussi, brochure gallicane, 1861

En accord avec son goût marqué pour le violon et ses dons d'interprète, Xavier Forneret a composé et fait paraître deux pièces pour son instrument : La musette, duo pour violon et piano, publiée en juin 1872, et La pluie, valse pour violon et piano (ou violon seul), publiée en juin 1873. D'autres pièces ont disparu : Tristan Maya relève qu'en novembre 1845, Forneret interprétait « deux morceaux en public, dont Regrets mélancoliques, de sa composition ». Un de ses poèmes, La fleur des champs, a été mis en musique par Eugène Ketterer en 1854.

## Carrière
« JOURNAL : — Quel papier que la Terre ; — quels caractères que le Jour ; — quelle encre que la Nuit ! — Tout le monde imprime, tout le monde lit ; — personne ne comprend. — »

— Encore un an de Sans titre, 1840

### Éditions à compte d'auteur

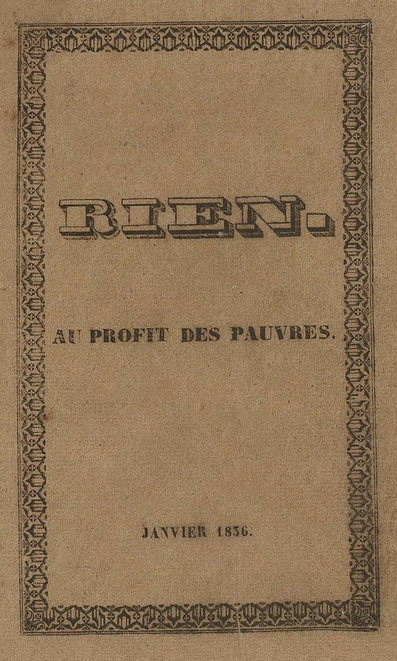
Couverture de Rien, au profit des pauvres (1836).

Jacques-Rémi Dahan s'est intéressé aux caractéristiques de la publication des ouvrages de Xavier Forneret. Selon lui, « le secret de Forneret se dissimule sans doute moins parmi les circonstances d'une vie somme toute peu fertile en événements saillants que dans les zones obscures d'une très singulière psychologie ». L'attitude de l'auteur à l'égard de « la matérialité de la littérature » est singulière : « Tout se passe en effet comme si, dès l'origine, Forneret avait manifesté la volonté farouche d'arracher l'œuvre au contexte purement mercantile de la librairie, autant que celle de conserver la totale maîtrise du processus éditorial ». Une étude attentive lui permet d'affirmer que « l'œuvre de Forneret fut entièrement publiée à compte d'auteur ; et ce, même lorsque les volumes portent la griffe prestigieuse d'un Jean-Nicolas Barba ou d'un Michel Lévy ».
Un autre trait constant de l'auteur de Sans titre « réside dans l'évidente répugnance de l'écrivain à assumer l'aspect économique de la littérature ». Ainsi, Rien est publié en 1836 « au profit des pauvres ». Douze ans plus tard, en 1848, « la publication séparée de Quelques-unes doivent dire cela précise de façon analogue : Se vend pour les pauvres ». Par la suite, « Forneret manifeste l'extravagante ambition de choisir ses lecteurs » pour leur offrir, « avec empressement et gratis », des ouvrages imprimés en très petits nombres.
Les conséquences de telles exigences de l'auteur sont positives pour les ouvrages, présentant un intérêt certain pour les bibliophiles par leur aspect novateur, parfois extravagant, mais généralement négatives pour les professionnels de l'édition et les lecteurs. Ainsi, Forneret dut « se priver, sur le titre de ses ouvrages, de la caution d'un libraire : l'éditeur pouvait, en effet, avoir fait choix d'options de présentation en contradiction avec les siennes, motivées par un souci d'unité de sa production ou simplement par celui de ne pas compromettre sa réputation en heurtant le goût du public ».

Or, le public accueille ses premières publications avec méfiance. La critique « ne croit pas au désintéressement de l'écrivain débutant et met en doute sa générosité : un moyen comme un autre de faire parler de soi ! » Elle s'offusque encore de son « style énigmatique à désespérer souvent le Sphinx lui-même ». Eldon Kaye attribue à cette mauvaise première impression l'accueil glacial réservé à Et la lune donnait et la rosée tombait, « un des plus beaux textes de Forneret ». Une seule critique, parue le 23 novembre 1836, rend compte de la publication de cette nouvelle : 

« On rit en lisant le titre, on rit à la première page, on rit à la dernière, on rit après avoir fermé le livre, on en rit toute la nuit, on en rit le lendemain, on en rit enfin tant qu'on garde le pouvoir. »

Tristan Maya estime « regrettable pour ses contemporains d'être passés à côté d'un des plus beaux textes produits par le romantisme de l'époque. Mais peut-être que la critique était encore trop marquée par Rien, Quelque chose, auquel elle n'avait d'ailleurs rien compris ? »

### Le scandale deL'Homme Noir
La création de L'Homme noir au théâtre de Dijon, le 10 mars 1837, représente un des seuls véritables coups d'éclat dans la carrière de Xavier Forneret. Selon Eldon Kaye, celui-ci « ne s'était épargné aucune dépense pour attirer les dijonnais. Cinq jours avant la représentation, il fit apposer sur les colonnes du péristyle du théâtre deux lugubres affiches en forme de drap mortuaire, en conformité avec l'esprit « fatal » de la pièce. La veille, un homme revêtu d'affiches monstres fut recruté pour parcourir les rues de la paisible ville et annoncer le titre au bruit d'une cloche ».

#### Une publicité tapageuse
Charles Monselet, dans son article pour Le Figaro, surenchérit sur les indications des journaux de l'époque en ajoutant « des hallebardiers, des hérauts en costume du Moyen Âge se promenant par les rues, agitant des bannières où s'étalait le titre de la pièce ». Francis Dumont ajoute encore « une longue procession de figurants » et Paul Guilly, s'inspirant de ces deux dernières sources, écrit que ce fut l'auteur lui-même qui « se mit à la tête d'une troupe de hallebardiers et de hérauts moyenâgeux ». Eldon Kaye note qu'« aucun de ces traits pittoresques n'est confirmé par les journaux d'alors pour l'annonce de l'Homme Noir », mais « déjà la légende entourait son nom ».
La publicité allait assurer à l'auteur « une recette à défaut d'un succès. En effet, les Dijonnais affluèrent car le spectacle promettait d'être piquant ». Eldon Kaye décrit la salle, « alors une des plus belles de France », « le parterre rempli de jeunes badauds venus exprès pour siffler ; les dignes bourgeois qui ne se doutaient guère de l'orage qui se préparait ; peut-être aussi quelques timides partisans du romantisme ».

#### Accueil public et critique

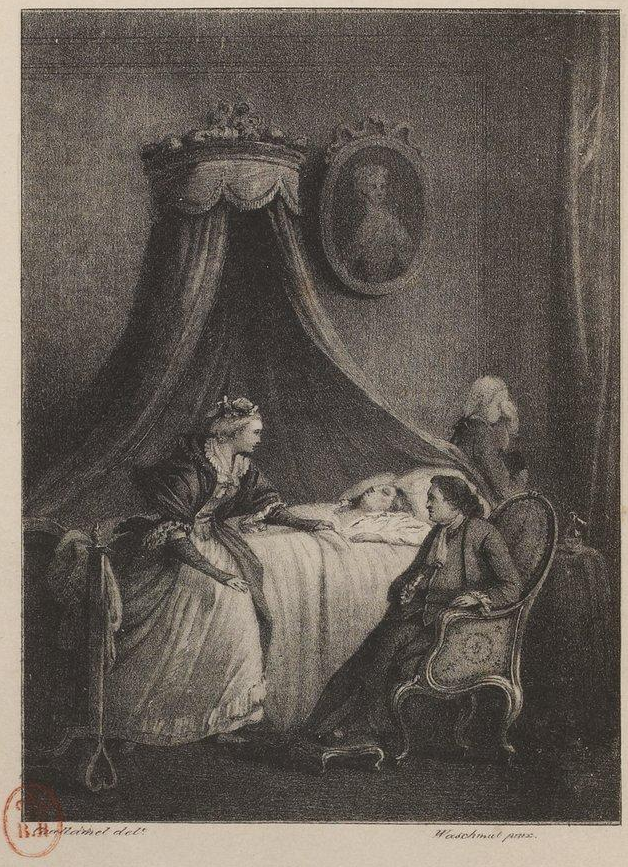
Gravure de Kaeppelin, illustrant le dernier acte de L'Homme noir (1835).

La représentation est reconstituée par Eldon Kaye d'après les témoignages des journaux de l'époque :

« Bientôt, devant les mots bizarres, les comparaisons hardies, les expressions outrées, devant ce qu'on prit alors pour une parodie de la nouvelle école, un murmure d'impatience se fit entendre. L'impatience céda à l'insatisfaction, l'insatisfaction à l'hostilité et enfin à un ferme refus d'écouter les acteurs. Il se fit un effroyable vacarme de mauvais plaisants qui sifflaient, qui agitaient des crécelles, qui jouaient sur des flageolets. Le rideau tomba sur le premier acte « et M. Forneret rit dans les coulisses ».

L'hilarité générale s'accrut au deuxième acte. Un personnage du drame annonça qu'il allait partir, quelqu'un s'avisa d'accompagner sa sortie sur le flageolet. Un homme se leva — c'était M. le Commissaire de Police — qui, gravement, annonça au parterre qu'il lui permettait de rire. Puis il harangua le public. Le tumulte fut à son comble. Au troisième acte, on n'entendait plus rien et le directeur, excédé par le brouhaha, ne vit qu'un moyen d'y mettre un terme : hisser le lustre, au milieu de cris et de vociférations, et laisser ainsi les spectateurs dans une nuit profonde. Il n'était que neuf heures. Tout le monde se retira, y compris l'auteur qui, sans doute, se sauva de son mieux pour éviter les mécontents qui demandaient à être remboursés. »

Les jours suivants, la presse rend compte de cette soirée, en « traînant l'auteur et la pièce dans la boue ». Le Journal politique et littéraire de la Côte-d'Or s'en prend également à la direction du théâtre, qui « se moque du public au point d'accepter et de faire jouer de pareilles pièces. Il ne suffit pas de remplir sa caisse par tous les moyens que peut inventer le charlatanisme, comme de faire parcourir les rues par un mannequin revêtu d'affiches monstres, et d'exploiter à son profit un nom qui ne fait du bruit qu'à l'aide d'une cloche ». Le Spectateur attaque encore le style novateur de l'auteur, et le Journal d'Annonces ajoute qu'il est à regretter que celui-ci soit bourguignon.

#### Échec et conséquences
Comparant L'Homme Noir de Forneret à Hernani de Victor Hugo, créé sept ans plus tôt, Eldon Kaye détermine les raisons de l'échec du premier et de la réussite du second : « La bataille d'Hernani fut livrée, et gagnée en large partie grâce à toute une armée de talents de second ordre. Ce furent eux qui s'enrôlèrent sous la bannière du chef, qui en subirent la direction tout en exagérant souvent les doctrines et la manière. À Dijon, les choses se passèrent autrement. Les tentatives de Forneret d'imposer ses pièces n'aboutirent pas, Forneret n'eut pas de jeunes gens enthousiastes autour de lui, et il n'existait aucun groupement littéraire favorable à la nouvelle école ».
La raison principale de l'échec et du scandale tient donc au fait qu'« il luttait seul ; pas un ami, pas un soutien, pas un critique compréhensif, même pas une femme qui l'eût consolé de son échec ou encouragé par son amour ! » François Dominique estime que « l'auteur de ce drame « frénétique » a lui-même préparé l'immense chahut dont il sera, et pour longtemps, à la fois le héros et la victime ». Cette expérience le porte à noter l'aphorisme « Les Arts tremblent en Province ; ils vont se rassurer à Paris. — » dans le recueil qu'il publie l'année suivante, à Paris justement, sous le titre Sans titre, par un homme noir blanc de visage. Le surnom du héros de ce drame est devenu celui de son auteur, sa signature, « le symbole de son inquiétude morale, de son désir de compréhension, de son rêve de se créer un rôle ultra-romanesque, enfin et surtout de sa soif d'amour que la vie semble lui dénier ».

### Conflits avec la presse
Dans un article du Monde dramatique de 1836, Alphonse Karr accorde aux débuts littéraires de Xavier Forneret une critique « ironique, avec beaucoup de finesse et d'esprit » où il souligne les exagérations de son écriture : « Les drames de M. Forneret ont du mouvement, de l'intérêt, de l'originalité, quoique l'auteur s'exagère prodigieusement cette dernière qualité. Il croit n'avoir pas fait une page qui ne soit une innovation, pas une ligne qui ne soit un paradoxe, pas un mot qui ne soit une audace. Nous ferons remarquer à M. Forneret que l'alphabet a été inventé longtemps avant lui ».
L'auteur répond à cet article par une lettre ouverte publiée dans le Journal d'annonces de Dijon du 27 avril 1836 : « Quand j'eus l'honneur, une ou deux fois, de vous voir, de m'entretenir avec vous (et certes ce n'était point pour solliciter un article, vous le savez bien), je vous assurai seulement que j'écrivais avec toute conscience ; que je n'empruntais rien de nulle part, sentant mes moyens trop faibles pour pouvoir rendre un jour ce que j'aurais emprunté ; à quoi vous répondîtes qu'alors j'avais cela de commun avec bien peu de gens ». Tristan Maya, qui cite la lettre en entier, observe que « quand il ose dire à Alphonse Karr : C'est sans doute une irréflexion de votre part, notre Bourguignon marque, avec son humour bien à lui, un point qui n'aura pas manqué son but ! »
D'une manière générale, les critiques reprochent à l'auteur son aisance financière autant que sa fantaisie. Le journal L'Entr'acte du 11 novembre 1834 lui donne des conseils d'écrivain : « S'il tient absolument à écrire, il peut écrire à ses amis, qui seront enchantés d'avoir de ses nouvelles ; et les causeries intimes de l'affection lui seront plus agréables que les mortelles atteintes de la publicité ». Alphonse Karr y ajoute des conseils d'ordre domestique : « M. Forneret n'est pas obligé, par des considérations de fortune, d'avoir du génie, et il ne demande à la poésie que des lauriers. Oh ! M. Forneret, mettez dans les sauces de vos soupers ce laurier que vous ambitionnez ! »

De publication en publication, l'hostilité de la presse à son égard va grandissant et « son impopularité prend un nouveau tour. Des procès pour outrages, injures, diffamation réels ou imaginaires accroissent le nombre de ses ennemis ». Pour ses concitoyens, Xavier Forneret n'est qu'un « hibou-littérateur », dont on aime à se moquer tout en l'accablant. Un article de La Bourgogne du 20 décembre 1846 résume sa situation : 

« Vous détestez cordialement les procès, M. Forneret ! Oh ! Vraiment, alors vous devez être malheureux, vous qui les comptez par douzaines ! Pauvre victime ! Oui, tout le monde en veut à ce pauvre M. Forneret ; chacun lui intente des procès, à lui qui en a horreur ! Vignerons, régisseurs, notaires, débiteurs, créanciers, gérants de journaux, que sais-je, tous à l'envi se sont ligués pour supplicier ce bon M. Forneret ! »

### Le roman d'un provincial

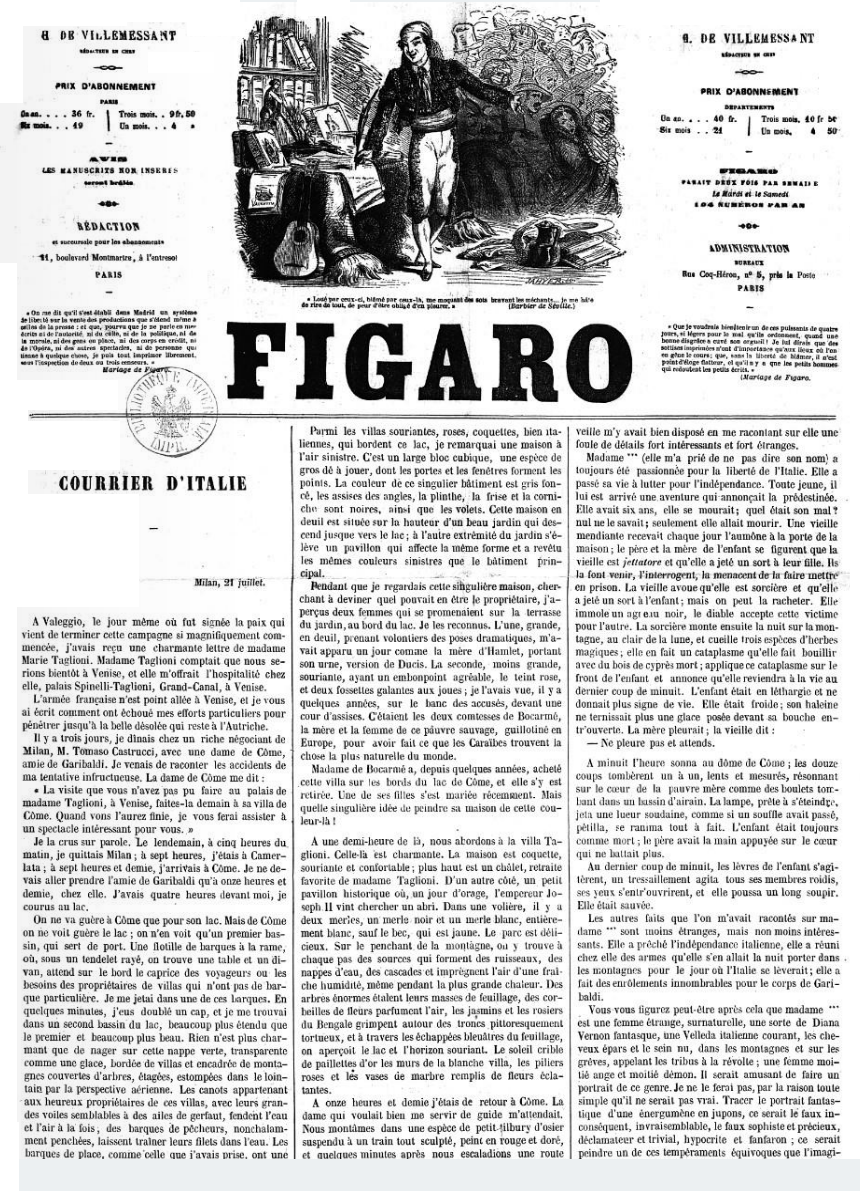
Le Figaro du 26 juillet 1859, où paraît l'article de Charles Monselet.

Selon Eldon Kaye, « Xavier Forneret ne fut pas totalement ignoré de ses contemporains puisqu'il fut souvent question de lui, de son vivant, dans les journaux locaux, et parfois même dans les journaux parisiens ». Cependant, les mentions de l'écrivain étaient très majoritairement hostiles ou ironiques. C'est pourquoi la parution, dans les colonnes du Figaro du 26 juillet 1859, d'un grand article de Charles Monselet sous le titre « Campagnes littéraires — Le roman d'un provincial » représente « le grand événement de l'année 1859 » et de toute sa carrière.
Cet article de Monselet sur l'Homme noir blanc de visage, « le meilleur, celui qui a inspiré tous ceux qui ont voulu le connaître », représente la première étude sérieuse consacrée à l'écrivain, qu'il propose d'appeler « l'Inconnu du romantisme » et qui en fut bouleversé mais immédiatement reconnaissant. À cette occasion, Monselet fut réellement « le bienveillant critique des oubliés et des dédaignés, qui ne craignait pas de secouer la poussière des rayons obscurs ou de voler au secours d'une injustice littéraire ».
François Dominique salue cette heureuse initiative d'« un critique de haut vol, une sorte de lecteur borgésien avant la lettre », et André Breton puise dans cet article l'essentiel de sa présentation dans l'Anthologie de l'humour noir : « Monselet, plus courageux en cela que toute la critique de ces cent dernières années, ne craint pas d'admirer chez Forneret ce qui est admirable : Temps perdu ! — nous-mêmes souscrivons formellement à cette opinion — renferme un chef-d'œuvre ; c'est Le Diamant de l'herbe, un récit qui n'a pas plus de vingt pages. L'étrange, le mystérieux, le doux, le terrible, ne se sont jamais mariés sous une plume avec une telle intensité ». L'auteur de L'Amour fou ajoute encore : « Tout porte à croire que Monselet a vu juste et que la postérité s'associera à son jugement ».

Malheureusement, Eldon Kaye considère que « Monselet ne convainquit personne, les lecteurs étant saturés de démonstrations semblables où le chroniqueur hebdomadaire se devait de réhabiliter d'obscurs rimeurs. Après 1859, date de cet article, et bien que Forneret ait continué à écrire jusqu'en 1870, l'histoire littéraire perd entièrement sa trace aussi totalement que s'il était mort ou s'il n'avait jamais existé ». De fait, l'article mentionne Caressa, unique roman de ce provincial, publié l'année précédente à 800 exemplaires, dans l'indifférence générale.

### L'affaireMère et fille
Bien que marqué par la débâcle de L'Homme noir, Xavier Forneret ne renonce pas au théâtre. En 1853, il fait jouer la comédie burlesque Oncle et neveu Franget, aujourd'hui perdue, à Chalon-sur-Saône par la troupe de Gabriel Dépy. La pièce reçoit un accueil critique mitigé : L'Indicateur chalonnais juge que la pièce est un échec, ce à quoi l'auteur répond de manière virulente par une brochure publiée à Beaune le 1er avril 1854, sous le titre Quelques lignes inévitables, qui proclame en épigraphe : « La vérité n'a jamais été et ne sera jamais qu'une pour nous, — dût-elle être contre nous et à propos de quelqu'un que nous n'aimons pas ».

#### Au théâtre de Montmartre

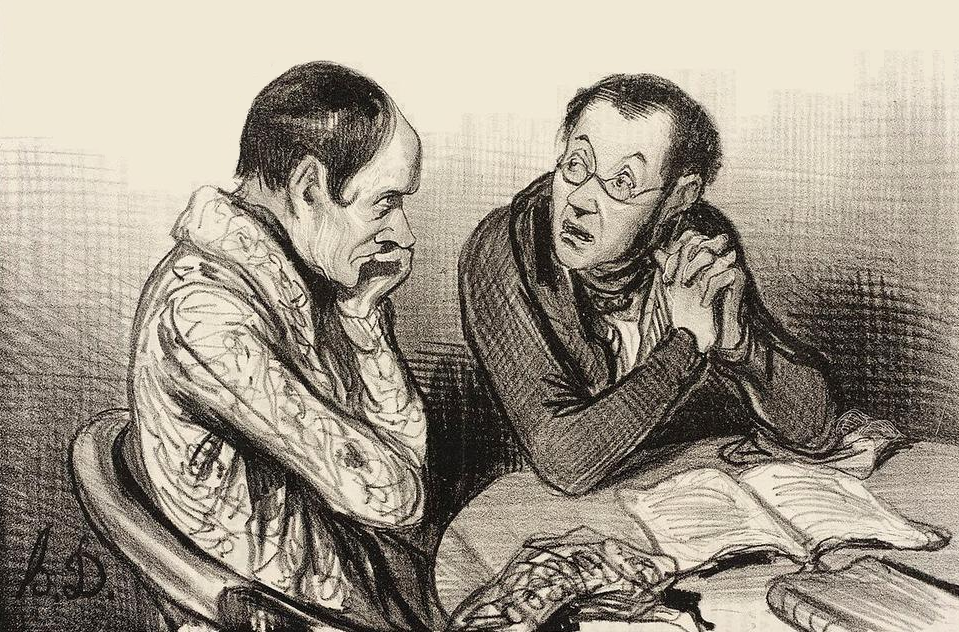
Auteurs dramatiques… Caricature d'Honoré Daumier.

Nullement découragé, Forneret tente à nouveau sa chance à Paris en faisant publier Mère et Fille, « long drame moralisant en cinq actes, inspiré de son pseudo-empoisonnement par Jeanne Sarrey », chez Michel Lévy. Eldon Kaye considère que « l'affaire Mère et fille constitue la plus grande publicité qu'il obtint de son vivant ». Selon Tristan Maya, « c'est là son dernier effort pour atteindre le public, le dernier épisode de sa lutte avec la Renommée. Pour imposer sa pièce, Forneret emploie la publicité à dose massive. Il sait l'argent éloquent, et il ouvre sa bourse libéralement. Des directeurs sans scrupules vont lui extorquer des sommes énormes ».
Pour mettre de son côté toutes les chances de réussite, il cherche à s'adjoindre une plume bienveillante, qu'il trouve, moyennant finances, en la personne de Théophile Deschamps, rédacteur en chef du Moniteur dramatique, alors au bord de la faillite. Ce dernier introduit l'auteur auprès de Chotel, directeur du théâtre de Montmartre, qui accepte la pièce et la fait jouer le 25 janvier 1855. Le « prince des critiques, le célèbre Jules Janin », présente Mère et fille dans le Journal des débats comme un « assez méchant drame écrit avec beaucoup de zèle et d'énergie », tout en ajoutant que « pour peu que l'auteur en ait l'ambition, il fera un bon drame avant peu ». Adolphe Jalabert consacre encore « un article extrêmement élogieux à la pièce, dans le Théâtre du 17 février 1855 ». Selon Francis Dumont, il s'agit d'un article écrit sur commande, développant une thèse chère à Forneret en « combattant le mépris des Parisiens pour tout ce qui n'est pas parisien ».

#### Autour de l'Ambigu-Comique
Fort de son demi-succès, Forneret tente de faire jouer le drame Jamais, aujourd'hui perdu, par Charles Desnoyer, le directeur du théâtre de l'Ambigu-Comique. Cependant, malgré sa promesse de monter les deux dernières pièces de l'auteur, uniquement motivée par la générosité de ce dernier, Desnoyer devient évasif. L'écrivain lui adresse des reproches dans les colonnes du Moniteur dramatique, le 15 novembre 1855 : « L'ambigu-comique annonce une foule de drames nouveaux, lit-on dans ce journal ; mais quand donc nous sera-t-il permis d'applaudir Mère et fille ? — Jamais ! — ». Malgré un ultimatum qui devait voir jouer Mère et fille en mars 1856 et Jamais peu après, Desnoyer ne s'exécute toujours pas. Forneret porte plainte. À l'issue de ce procès, le directeur est condamné à rembourser les frais engagés par le dramaturge et à lui verser des dommages-intérêts. Dans le même temps, celui-ci organise des représentations de Mère et fille dans les environs de Paris, sans grand succès. L'auteur annonce dans le Moniteur dramatique du 18 septembre 1856 avoir autorisé « la représentation, en province, de son drame qui va, nous assure-t-on, être joué sur les théâtres de Besançon et d'Avignon », soi-disant poussé par de nombreuses sollicitations.

Cependant, Forneret n'abandonne pas tout espoir de voir sa pièce de nouveau jouée à Paris. Il s'adresse pour cela aux élèves du théâtre de la Tour d'Auvergne, dirigés par Achille Ricourt. Selon L'Intermédiaire des chercheurs et curieux du 10 mars 1885, « nul doute que déjà le mystifié n'eût convenablement indemnisé le directeur, qui sans cela n'eût pas mis son théâtre au service d'une pareille ineptie littéraire ». Une annonce publiée dans Le Monde dramatique, nouveau journal de Deschamps, est reprise par plusieurs autres journaux : 

« Monsieur Ricourt paraît avoir pris à cœur de démontrer au public, à l'aide de son zèle et de tous ses soins apportés à la mise en scène, que l'œuvre de Forneret était loin de mériter toutes les tribulations, injustes ou déloyales, qu'elle a eues à subir avant sa représentation à Paris, quand d'ailleurs cette œuvre avait obtenu un véritable succès sur les deux théâtres de Monsieur Chotel. »

La pièce est finalement présentée au public le 28 juillet 1858. L'Intermédiaire des chercheurs et curieux rapporte en 1885 qu'elle « fut jouée au grotesque par les élèves de Ricourt, devant un public d'amis et de connaissances qui, applaudissant à tout rompre, persuada l'auteur qu'il avait obtenu le plus colossal des succès ». Albéric Second ajoute, dans un article publié sous un pseudonyme dans L'Univers illustré du 4 septembre 1858 : « Monsieur Forneret ne s'est pas aperçu qu'on s'est moqué de lui abominablement. On l'a acclamé, on l'a couronné, on l'a embrassé ; et l'auteur de saluer le public gouailleur, de faire la révérence, d'envoyer des baisers dans la salle, et de mettre la main sur son cœur palpitant ».

#### Dernières apparitions en province
Après avoir présenté sa pièce dans différents villages de Franche-Comté et du Jura, tournée éreintée  par la critique, une dernière représentation de Mère et fille a lieu à Beaune, le 4 novembre 1858. Le public et la presse de sa ville natale lui réservent le même accueil. Le Journal de Beaune du 6 novembre 1858 commente la soirée avec ironie : 

« L'élite de la société beaunoise s'était donnée rendez-vous à cette solennité dramatique, sans précédent dans nos annales littéraires. À la fin de la pièce, le public se leva pour réclamer à grands cris l'auteur : les couronnes de roses et d'immortelles sont prêtes, l'enthousiasme est à son comble. « L'auteur ! l'auteur » répète-t-on de tous côtés. Enfin les toiles s'agitent, on croit qu'il va paraître, les hourras redoublent : mais, ô désespoir ! l'auteur, fatigué de ses récents triomphes, était aller se coucher.
REQUIESCAT IN PACE. »

Tristan Maya en conclut que l'auteur, « décidément, mérite toutes les mystifications. Tant de candeur naïve est désarmante ! Il fut le seul à croire au succès de sa pièce », qui fut retirée de l'affiche définitivement. Xavier Forneret se présente devant un public pour la dernière fois en 1882, lors d'un concert caritatif. L'attitude de ses concitoyens n'a pas changé : « Les beaunois pensèrent, ce jour-là, jouer un bon tour au « père Forneret ». Aussi l'ont-ils follement acclamé, pour rire, pour le voir venir saluer, les larmes barbouillant son visage poudré. Il saluait, et s'inclinait, envoyant des baisers au public ».

## Personnalité
« Au temps du Carnaval, l'Homme met sur son masque un visage de carton. — »

— Sans titre, 1838

### Portrait
Dans son article du Figaro, Charles Monselet commente le portrait de Forneret en frontispice du recueil Encore un an de Sans titre, par un homme noir blanc de visage, publié en 1840 : « M. Forneret est représenté vêtu d'une redingote noire à brandebourgs ; il a une cravate noire, qui empêche le linge d'être aperçu. Ses cheveux sont ras, laissant à découvert une oreille un peu forte, — l'oreille beaunoise ; — l'ensemble de sa physionomie est doux et fin ».

Ce portrait devait être assez ressemblant puisque le journaliste ajoute, pour conclure, « Lorsque nous avons vu M. Xavier Forneret pour la première fois, nous l'avons reconnu ». L'auteur lui-même avait ajouté, au bas de cette « très belle lithographie sur papier de Chine » : « Il est presque assez bien qu'on voie la tête qui a pensé, si pensée il y a eu ». L'article de Charles Monselet accorde un intérêt passager envers l'auteur de Sans titre de la part de ses contemporains, ce dont témoigne un poème de Victor Cochinat, journaliste au Nain jaune, conservé dans le second volume du Parnasse satyrique : 

« Villemessant se tourne alors vers Monselet :
Tu fis jadis l'honneur à Xavier Forneret
De faire son portrait d'une façon divine.
L'audace avec le souffle entra dans sa poitrine ! »

— Le Parnasse satyrique du XIXe siècle.
Analysant ce portrait du jeune écrivain, Champfleury y voit « un homme blond, timide, discret, avec une pointe de mélancolie. Le penseur dut sans doute cet ensemble de physionomie à la solitude, au repliement sur soi-même, qui ne laissent pas que d'engendrer des soucis ». À son tour, Francis Dumont étudie dans le détail « ce portrait qui le fascine : Il est vêtu d'un manteau sombre ; le col est haut, les larges revers en velours, tout contribue à donner une impression de sévérité, mais pourtant de recherche. La tête émerge d'un foulard sombre, couvrant complètement le cou. Visage irrégulier, long, couronné par une chevelure claire, taillée d'assez près, exactement correcte. Le front est dégagé, deux sourcils bien dessinés complètent sa physionomie. Le nez est très grand, important, attire l'attention, au détriment des lèvres, minces et droites. L'expression des yeux est curieuse, expression mélancolique mais point douce, un regard placide, mais qui est comme un calme défi. Visage beau et grave et triste, mais aussi comme malicieux par moments ». Fernand Chaffiol-Debillemont observe pour sa part que « le visage est fin, le regard rêveur et la bouche mince esquisse l'ironie ».

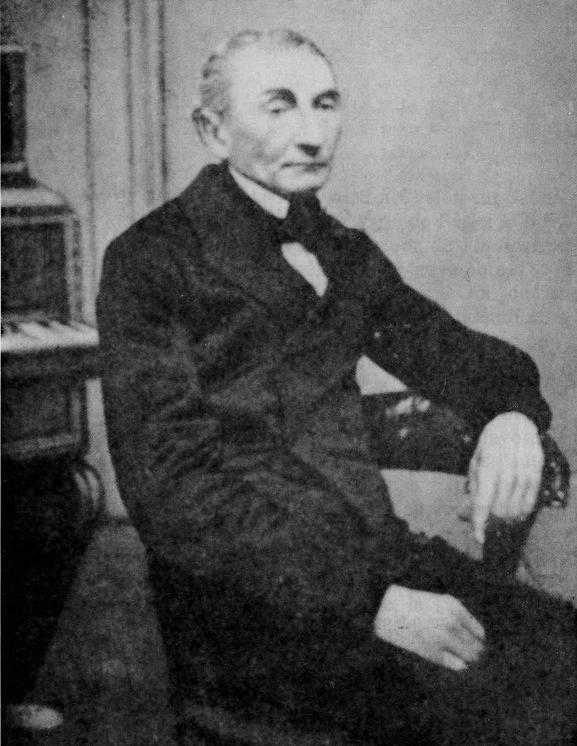
Unique photographie de Xavier Forneret, vers 1880.

La Revue de la Côte-d'Or et de l'Ancienne Bourgogne donnait à ses lecteurs une description caricaturale de Xavier Forneret, le 26 janvier 1845 : « taille moyenne, cheveux à la mal content, front déprimé, yeux incertains, nez long, teint maladif, signe particulier : fêlure au cerveau, chapeau grotesque, manteau idem, pantalon idem, bottes idem, canne idem ».

En réalité, deux passeports délivrés le 17 décembre 1855 et le 13 janvier 1857 permettent d'établir qu'il mesurait un mètre soixante-huit, et que ses cheveux étaient châtains. Soucieux de son apparence, l'auteur tient cependant à justifier la publication de son portrait, au début d'Encore un an de Sans titre : 

« Encore pour mon portrait.
Ceci n'est point faiblesse, vanité, ridicule ou prétention ; c'est uniquement parce qu'un homme qui a la hardiesse d'écrire en public ce qu'il pense ne doit pas craindre d'être reconnu (si par hasard on faisait attention à lui). »

Il n'existe qu'un autre portrait de l'Homme noir, blanc de visage, « la seule photographie prise à la fin de sa vie, qui trahit la tristesse et l'abandon ». Tristan Maya considère ainsi que « pour le physique, nous ne possédons que deux documents très significatifs » : le portrait par Legrand « qui fait penser à celui de Lamartine, son aîné de vingt ans, par Decaisne » et cette photographie qu'il rapproche d'un portrait « du douanier Rousseau, à jamais résigné, d'autant qu'à point nommé l'un et l'autre ont su être, chacun à sa manière, des naïfs » — « sourire à la vie et grimace à la mort ».

### Un personnage excentrique
Dès la parution de ses premiers ouvrages, Xavier Forneret se fait une réputation d'excentrique et « puisqu'on le prenait pour un excentrique, il sera désormais un excentrique non seulement dans ses écrits, mais dans son comportement. Il s'affuble du sobriquet de l'Homme noir et devient l'original qui amuse le badaud ».

#### L'Homme noir, blanc de visage

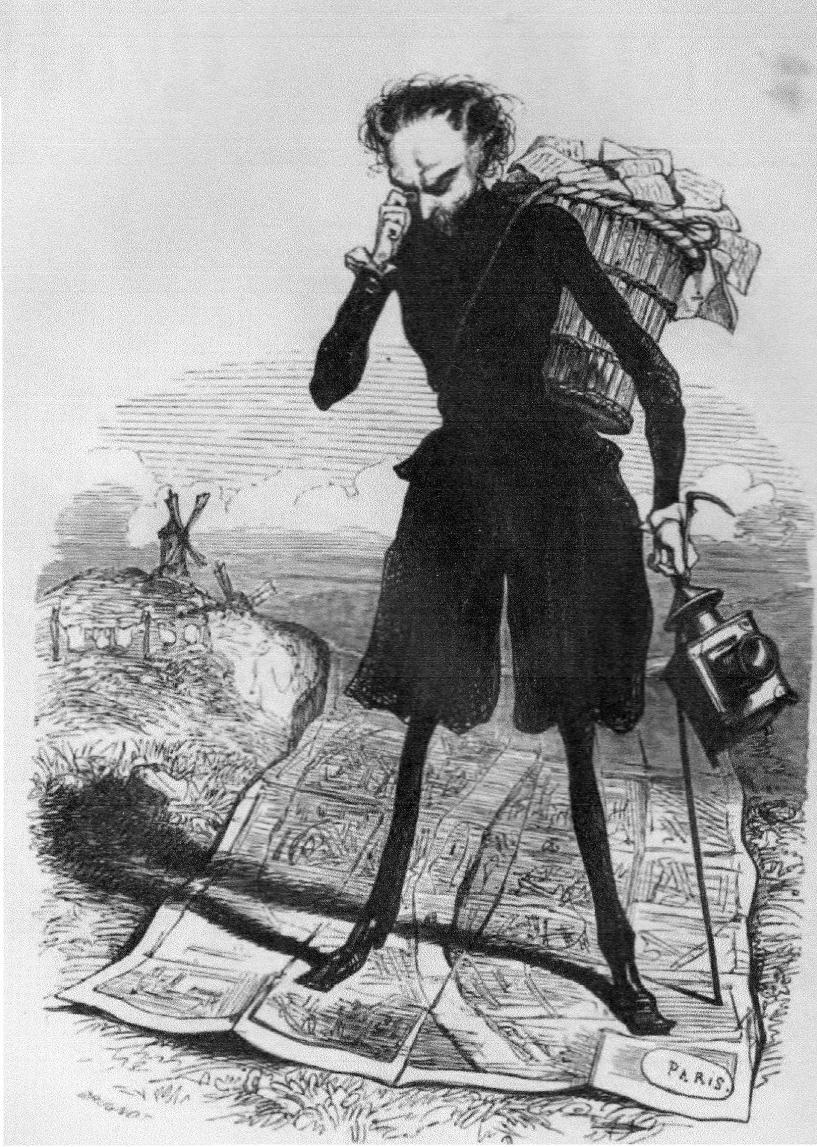
Le Diable à Paris, gravure de Grandville (1845).

Selon François Dominique, « il s'agit d'abord d'une posture qui oscille entre révolte et dandysme ». L'auteur de Sans titre, par un homme noir blanc de visage « n'avait rien négligé pour alarmer le bourgeois bourguignon : ne dormait-il pas dans un cercueil d'ébène ? n'empêchait-il pas ses concitoyens de dormir en jouant la nuit du violon dans une tour gothique ? ne raillait-il pas le clergé ? ne disait-on pas que les murs de son appartement étaient tapissés de velours noir semé de larmes d'argent, qu'il s'habillait entièrement de velours noir et portait un chapeau étrange ? »
Tristan Maya note cependant que « les avis diffèrent. Pour Charles Monselet, il s'agit d'« un chapeau de forme bizarre » ; pour Fernand Chaffiol-Debillemont, d'« un sombrero » ; pour Paul Guilly, d'« un excentrique chapeau de nécromant ». Peu importe, l'essentiel est qu'il parachève le personnage ». Monselet y voit les signes d'une « personnalité tranchée, quoique sans angles blessants », et François Dominique « autant de facéties qui ne feraient pas même aujourd'hui la matière d'un écho dans la presse people, ni dans une presse branchée qui se voudrait insolente ». Tristan Maya n'en distingue pas moins l'« excellente réaction d'un véritable humoriste : il ne veut en aucune sorte laisser entamer son « moi », il réagit par des pirouettes et des mots d'esprit ».
Dans un article du Bien public du 5 septembre 1955, Albert Ronsin procède à une mise au point des éléments concernant « l'étrange personnage que fut le Beaunois Xavier Forneret » : « on l'a rendu ridicule au XIXe siècle pour le mépriser. Voici qu'on l'admire maintenant sur le ridicule créé souvent de toutes pièces ». Si ses goûts vestimentaires sont bien attestés, « la cape n'était pas tellement excentrique dans l'équipement d'un « gentleman » au XIXe siècle. Qu'elle ait fait sensation à Beaune et à Dijon n'est pas surprenant ». La tour gothique existe toujours, et faisait partie du patrimoine des Forneret depuis le XVe siècle ou le XVIe siècle, mais « rien ne permet d'affirmer que l'auteur couchait dans un cercueil ».

Une tradition locale entoure l'enterrement de l'écrivain « extraordinaire comme fut toute sa vie. Selon ses dernières volontés, le corbillard fut suivi du cheval du défunt, recouvert de drap noir et tenu à la bride par un domestique » — pure invention, selon Albert Ronsin : « nulle source digne de foi ne permet de prendre en considération l'épisode du cheval recouvert de drap noir. Le décès de Xavier Forneret a fait l'objet d'une notice de vingt lignes dans un journal de Beaune, notice truffée d'erreurs dans l'énumération des œuvres du poète ». Le texte retrouvé de son testament et de ses dernières volontés ne mentionne aucun détail pour le cortège. Albert Ronsin estime, d'ailleurs, qu'il était « trop pauvre, au moment de sa mort, pour posséder encore un cheval ».

#### Sans titre, pages blanches
L'excentricité se manifeste de manière autrement éclatante dans son œuvre puisque, selon François Dominique, « écriture et scandale sont intimement liés dans la vie de Forneret ». Jacques-Rémi Dahan a étudié l'un de ses aspects essentiels, la typographie, que les contemporains de l'auteur n'ont jamais manqué de railler : Pierre Gustave Brunet classe Forneret parmi les fous littéraires sur le seul argument que Temps perdu n'est « imprimé que sur le recto de chaque page ». Champfleury juge que « cet agencement lui permet de ne pas entasser trop de pensées à la fois, et le lecteur peut réfléchir sur leur profondeur, comme il convient ».
André Breton dresse un véritable inventaire des « excentricités diverses par lesquelles se signale la présentation de ses ouvrages : impression en très gros caractères, usage immodéré du blanc : deux ou trois lignes à la page, ou le texte seulement au recto, le mot « fin » n'interrompant pas nécessairement le cours du livre, qui peut se poursuivre par une « après-fin », insertion, parmi d'autres, d'un poème exceptionnellement tiré en rouge, intitulation très spéciale (au demeurant presque toujours des plus heureuses) ». Eldon Kaye relève encore, pour la publication de L'Homme noir, « une élégance et une recherche peu communes : le titre est imprimé en gros caractères blancs sur fond noir ».
Selon Anthony Zielonka, « c'est Xavier Forneret qui, de tous les « petits romantiques », a écrit les livres les plus bizarres et les plus singuliers. L'originalité ou l'excentricité de l'aspect matériel de ses publications ne peut pas être mis en doute puisqu'il fut un des premiers à varier la couleur du papier et de l'encre d'imprimerie, ainsi qu'à donner à l'espace blanc la plus grande place dans des pages entières de ses livres ».
L'auteur de Pièce de pièces, Temps perdu justifie cette présentation extraordinaire en quelques lignes, au début de ce recueil : « Le moment d'Alors est comme cette espèce de livre : il veut du blanc dans ses pages. — Dans notre temps, ce qui dure, c'est ce qui ne dure pas ».

### Un bourgeois conformiste
La critique post-moderne ne manque jamais de souligner un décalage paradoxal dans l'œuvre de Xavier Forneret. André Breton se demande, à propos du « cas » Forneret, « comment s'explique l'extrême inégalité de sa production, où la trouvaille la plus authentique voisine avec la pire redite, où le sublime le dispute au niais, l'originalité constante de l'expression ne laissant pas de découvrir fréquemment l'indigence de la pensée ». Tristan Maya confirme cette impression étrange. Soutenant que « Xavier Forneret oscille entre le fulgurant et le quelconque », il attribue cette inégalité de son écriture à sa situation ambiguë d'artiste et de bourgeois : « Quand la révolte le tient, il hurle avec les loups, alors que, quand le bien-être s'installe, il piaille avec les poules ! » Olivier Apert va jusqu'à « diagnostiquer » un « dédoublement de la personnalité : d'un côté, X.F., propriétaire terrien, polémiste politique et musical ; de l'autre, l'Homme noir, auteur excentrique, violoniste amouraché de son stradivarius, mais tous deux dignes héritiers de cet entêtement à réclamer une justice et une reconnaissance qui, d'emblée, leur semblait due ! »
Dans la biographie de l'auteur, une rupture se manifeste avec la publication de la Lettre à Dieu, quelques mois après le Deuxième extrait d'un volume de Rêves. Cette dernière œuvre, publiée en janvier 1846, est considérée comme l'« ultime incursion dans les terres du pur onirisme ». Eldon Kaye considère ce fragment comme le « dernier bon texte » de son auteur. La lettre ouverte accusant sa maîtresse constituerait donc la « première œuvre de sa seconde manière » selon Jacques-Rémi Dahan, inaugurant la phase « Monsieur Prudhomme » de Forneret. François Dominique interroge également l'état civil de l'écrivain : « Mais le citoyen Forneret ? Où le situer ? Il est effrayé par la Révolution de 1848 et appelle au maintien de l'ordre avec Cavaignac contre « l'anarchie ». Il se moque du clergé mais vante l'excellence de la religion catholique. Il dépense sans compter la fortune familiale pour publier à compte d'auteur mais licencie son personnel. Cet écrivain courageux est aussi un rentier, fils de propriétaire terrien, qui ne renie rien de sa caste, même s'il préfère un peu la république à la monarchie ».
Eldon Kaye distingue judicieusement ces deux aspects de la personnalité de Xavier Forneret. « Conformiste, l'Homme noir le fut dans la vie. Ce fut seulement dans son imagination qu’il put se livrer à ses désirs secrets et déchirer ainsi les voiles qu’une société pudique tend sur l’essentiel. On imagine ce bourgeois habité de rêves redoutables ». Et François Dominique conclut de même : « C'est un bourgeois conformiste. Mais l'histoire de l'art, à juste titre, retiendra pour longtemps l'inventeur de formes et son humour noir, sans méconnaître la dualité profonde de l'Homme noir blanc de visage ».

## Caractéristiques

### Un romantique frénétique

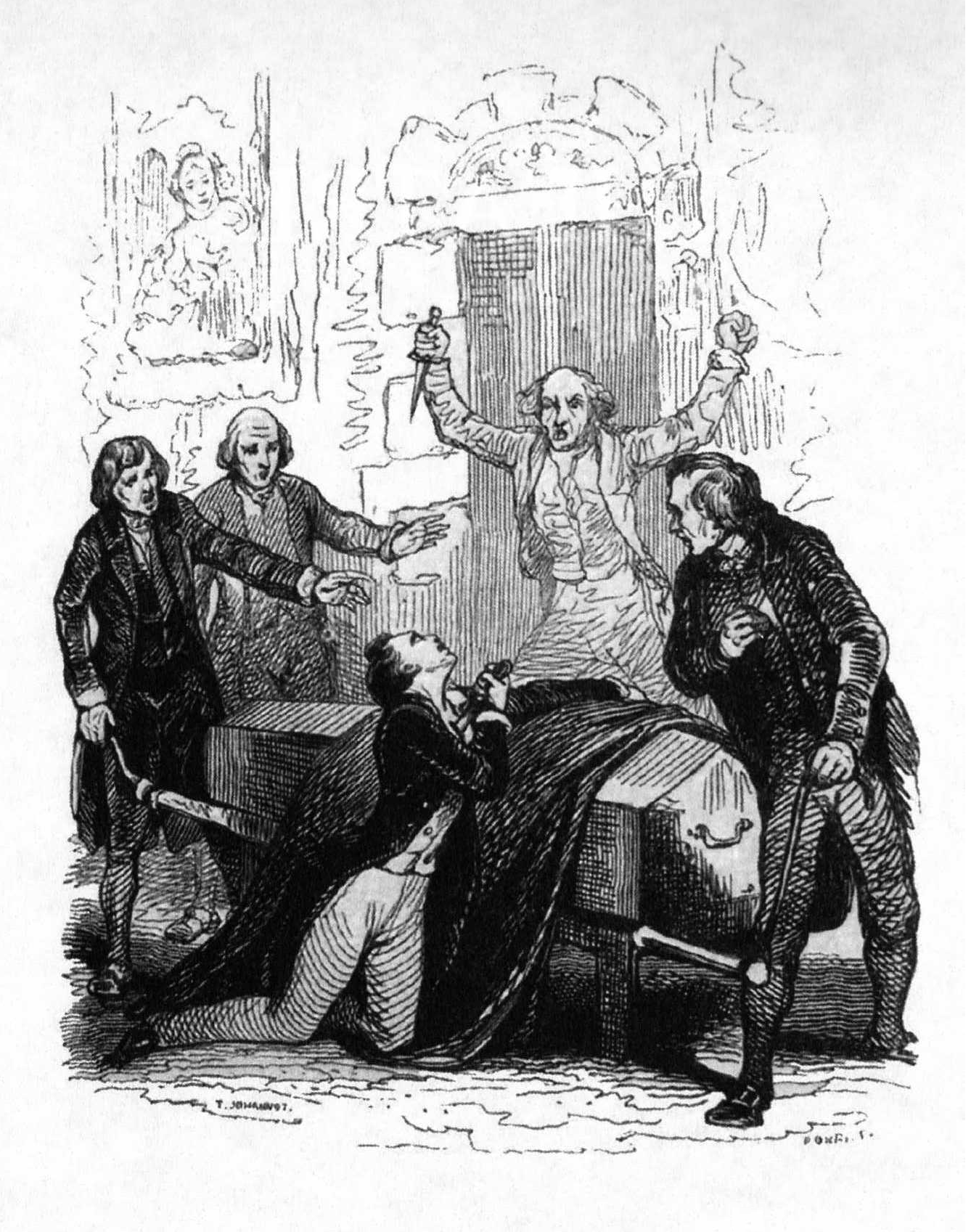
Gravure de Tony Johannot pour l’édition originale de Deux destinées (1834).

Dans son analyse de Pièce de pièces, Temps perdu, Tristan Maya définit « les principales caractéristiques de la frénésie : la hantise de la mort, la décomposition charnelle, l'anéantissement dans le tombeau, la destruction de soi, mais aussi l'exaspération de l'horreur pour parvenir à des sensations fortes ».
La frénésie s'exprime d'abord dans les drames que l'écrivain de vingt-cinq ans fait paraître et propose aux directeurs de théâtre. Le théâtre est, « à l'époque, le seul moyen de percer. Le récent succès d'Hernani en est un vivant exemple : il est l'audio-visuel du temps, qui permet de conquérir le grand public ». La critique se montre hostile. Un compte-rendu anonyme de l'Entr'acte, paru le 11 novembre 1834, réduit l'action de Deux destinées autour d'un accessoire essentiel : « Le poignard joue un rôle très important dans le drame de M. Forneret. […] Depuis le premier acte jusqu'à la fin, les acteurs n'ont que le poignard à la main ou à la bouche ».

Pour l'édition originale de cette pièce, Tony Johannot a choisi d'en illustrer les derniers moments, où le héros se suicide sur le cercueil de sa bien-aimée, qu'il avait abandonnée, poursuivi lui-même par son beau-père qui l'accuse de la mort de sa fille : 

« Charles, se frappant d'un poignard
Attends, je vais avec toi !…(Il tombe sur le cercueil.)

M. de Saint Brienne, accourant avec frénésie et un poignard à la main
Homme infâme ! Je te cherchais partout… Mon poignard ne rougira donc point de ton sang. Justice est faite !… »

Eldon Kaye en conclut que « le rideau tombe sur un bel entassement de cadavres ».
Revenant sur les premiers essais dramatiques du futur Homme noir, Charles Monselet note que « ce sont deux ouvrages écrits avec des points d'exclamation ; les déclarations d'amour y sont formulées de la sorte : — Un oui pour mon cœur, ou une balle pour mon front ! » Le critique cite, en effet, une réplique de Vingt-trois, trente-cinq (scène 21) que son auteur présente comme une comédie-drame, « fade mélange de badinage mondain à la Marivaux et d'emportements passionnels à la Byron » selon Eldon Kaye.
Cette tendance frénétique culmine dans L'Homme noir, drame rempli d'évocations macabres, cauchemardesques, et de confrontations brutales de personnages jusqu'à un Ve acte statique, « progression diminutive dans la transition de la vie à la mort. L'auteur a pensé, enfin, qu'une agonie pouvait bien durer quatorze minutes ». Selon Tristan Maya, « cette œuvre est trop surchargée : accumulation d'événements, diversité de tons, multiplicité des personnages contribuèrent à son échec — assez retentissant, toutefois, pour consacrer l'excentricité de Forneret, lequel s'est dépeint sous les traits du baron de Rimbo, dit l'Homme noir. Pétrus Borel a connu semblable surnom de la part de ses amis et ennemis. Après avoir publié Champavert le lycanthrope, il devient Pétrus Borel le lycanthrope ».
Tristan Maya se plaît encore à trouver dans le recueil Pièce de pièces, Temps perdu, « frénétique et angoissant à la fois », « quelque chose de grand-guignolesque, et qui vaut son pesant d'humour noir ! » Eldon Kaye développe la comparaison à propos des contes : « Forneret se place à l’opposé de la manière habituelle de Borel : celui-ci, s’il viole, dissèque et déterre ses héroïnes, n’est animé d’aucun sentiment d’amour vrai, les contes de Champavert sont une parodie de la passion, tandis que la Mort est rendue d’autant plus repoussante à Forneret qu’il en résulte la disparition de la Femme et, par conséquent, la destruction de la beauté et la fin de son amour ». Selon lui, « Forneret a naturellement recours à l’outrance, c’est sa façon d’être vrai. Ses livres étranges mettent à nu ce que cache le masque : une instabilité et une inquiétude foncières, une sensibilité frémissante et une nature chaudement amoureuse attirée par le sombre spectre de la Mort ».

### Un écrivain humoriste
Charles Monselet, considérant les excentricités typographiques des ouvrages de Xavier Forneret comme un « luxe de bon goût » et les choix de titres comme « antivulgaires », conclut qu'« on est certain, de la sorte, de tomber sur un écrivain humoriste ». Non moins que la frénésie de son style, l'humour de Forneret le désigne comme la cible des critiques, puisque « de tels auteurs sont généralement considérés comme des mystificateurs ou des fous ». Eldon Kaye considère que l'un est la conséquence naturelle de l'autre : 

« Tous ses actes de provocation, la plupart du genre sinistre, ne sont pas tellement gratuits ; ils masquent une douleur réelle : celle d'un être faible voulant se justifier par un défi, et voulant aussi présenter dans un miroir déformant une image de la réalité dont la médiocrité cruelle le choque. »

#### Humour noir
Pour comprendre l'humour noir de Xavier Forneret, Tristan Maya en propose la définition suivante : « L'humour noir est humour et, en tant que tel, il est moins dirigé contre autrui, ce qui le différencie de l'esprit, que contre soi-même ». C'est « une attitude de défi à la mort et à tout ce qui menace l'homme : la morale, la logique, l'esprit cartésien qui l'incarne, l'ordre établi en dehors de lui, la tyrannie sous quelque forme que ce soit — ou, si l'on préfère, l'humour noir serait pour nous une réaction de défense, mais de défense qui ne va pas dans le sens de la sécurité ».
Eldon Kaye confirme que « l’humour noir fit partie de la vie de Forneret. De même que Baudelaire, dont les dernières paroles à table auraient été de demander très calmement qu’on lui passât la moutarde, de même que Tristan Corbière qui, transporté mourant à la maison Dubois, écrit à sa mère : « Je suis à Dubois dont on fait les cercueils », Forneret a voulu introduire consciemment dans la vie cette manière de regarder cocassement les choses affreuses ».

Plus encore que dans le théâtre ou dans les contes, « c’est dans les maximes de Sans titre et d'Encore un an de Sans titre que l’humour noir trouve sa vraie voie, justement parce qu’il est libéré de tout artifice, et qu’il n’est pas tenu à se plier aux exigences de l’anecdote ». Gaëtan Picon relève « certains aphorismes saugrenus, charmants, grinçants ou étrangement modernes » : 

« Le Sapin, dont on fait des cercueils, est un arbre toujours vert. — »

« Tout dire se peut avec l'arc-en-ciel des phrases. — »

« Le Tic-tac du moulin est le frère de l'Eau ; ces voix s'écoutent et se répondent : l'Eau pleure, — le Tic-tac console. — »

#### Signatures en blanc
C'est pour le Voyage d'agrément de Beaune à Autun que Xavier Forneret entreprend un récit « dans le genre humoristique ». Tristan Maya en donne un commentaire enthousiaste : « Ce voyage est désopilant, cocasse et plein d'humour. Il se présente sous forme d'un journal intime et l'on se prend à regretter qu'il n'en ait pas tenu un, cela nous eût valu de riantes soirées ! Chaque page est agrémentée de jeux de mots, de saillies, de mots heureux, d'associations d'idées, de plaisanteries imagées. C'est un voyageur qui — comme l'enfant et le poète — a une vision toujours neuve et qui sait s'amuser et nous amuser de tout ce qu'il rencontre sur son chemin. C'est un des meilleurs aspects de X.F. que nous avons là ».
Tristan Maya joue volontiers avec « les abréviations X.F. ou IXEF pour désigner Xavier Forneret, tout bonnement parce qu'il se plaisait à signer ainsi », précisément ce Voyage d'agrément de Beaune à Autun. Ses ennemis l'ont également affublé du surnom d'« âne de Beaune » lorsqu'il se rendait devant un tribunal, accusé ou accusateur, et l'intéressé a signé ainsi plusieurs lettres réunies dans les Écrits complets pour ses procès en diffamation. Si une telle attitude défensive traduit la même forme d'humour, il convient d'en réduire la portée. En effet, l'expression relève d'une tradition locale déjà ancienne au XIXe siècle. Edmond Guérard signale dans son Dictionnaire encyclopédique d'anecdotes qu'« on appelait les Beaunois les ânes de Beaune, parce que ces animaux y étaient très-beaux et fort communs ».

### Un visionnaire incertain

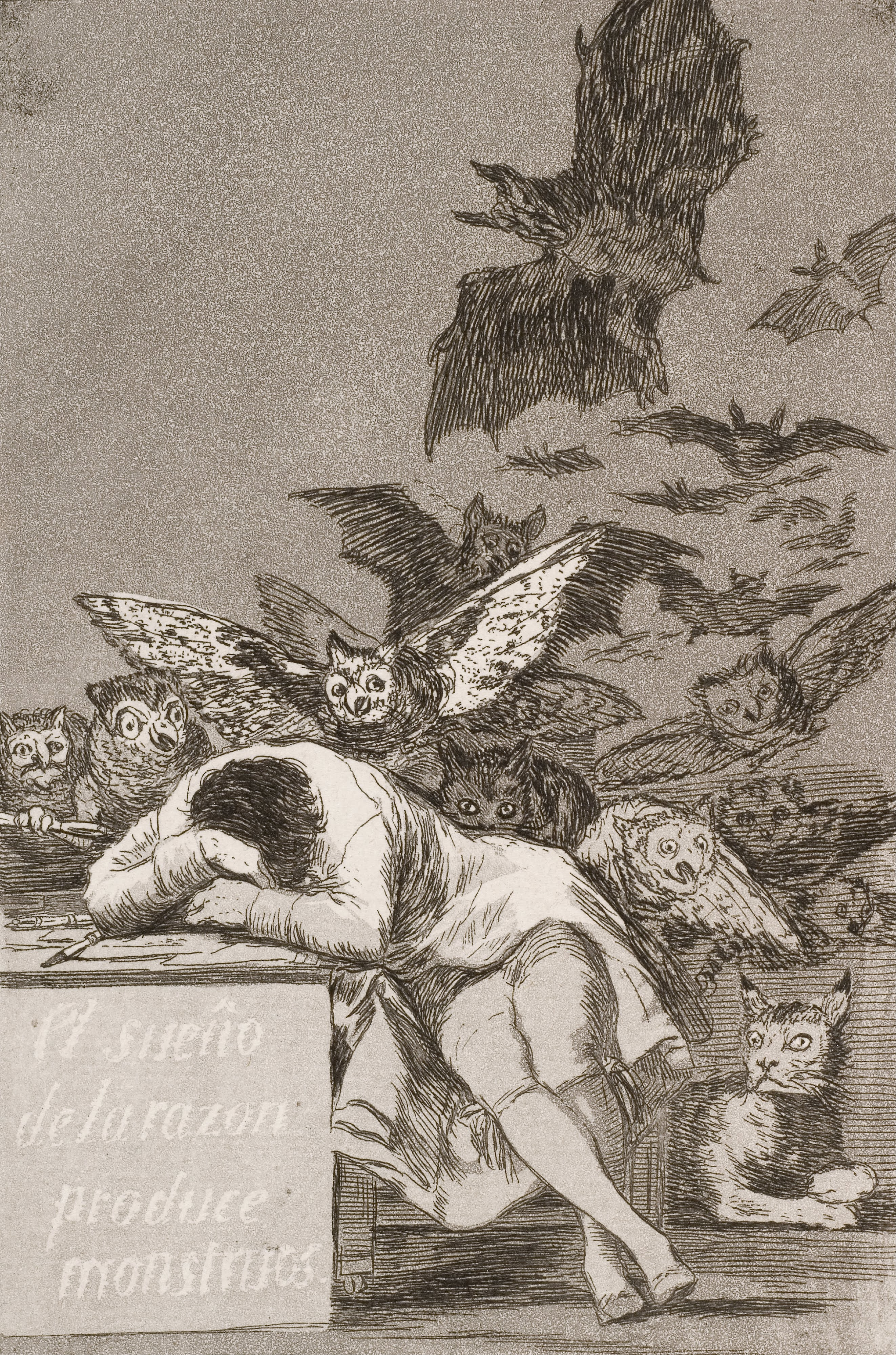
Le sommeil de la raison engendre des monstres, gravure no 43 des Caprices de Goya (1799).

Selon Willy-Paul Romain, « Forneret est un personnage aussi peu conforme que possible à l'idée que l'on peut se faire d'un visionnaire ». L'auteur de Sans titre apparaît plutôt comme « un visionnaire incertain, à la fois parce que l'éclat de certaines de ses trouvailles est sans commune mesure avec la moyenne de sa production littéraire, et parce que, délibérément, il se voulait responsable, créateur conscient d'une forme de pensée extraordinaire — alors que sa vision du monde, si différente de la normale, naissait sans nul doute de fibres secrètes qu'il ne commandait pas ».
Dans ses maximes, Paul Guilly juge Xavier Forneret « prolixe et très inégal, souvent illisible et d'une vertueuse platitude, styliste parfois étonnant et bravant aussi les règles les plus élémentaires de la syntaxe, moraliste allant du pessimisme de La Rochefoucauld et de l'âpreté de Chamfort aux solennelles balourdises de Joseph Prudhomme ou aux niaiseries de Commerson », lui reconnaissant « surtout le don de la courte réflexion en raccourci, de l'aphorisme qui ne conclut pas toujours — mélange d'ironie sarcastique, d'humour noir, de sensibilité blessée, avec un tour d'esprit qui l'apparente à l'allemand Lichtenberg, autre méconnu ».
Pour la majorité de ses ouvrages, le paratexte joue un rôle important, et présente un mélange paradoxal d'orgueil et d'humilité. Selon Anthony Zielonka, la préface est « l'endroit où l'auteur justifiait et résumait son propos et où il insistait sur l'importance, la véracité et l'originalité de son ouvrage ». Olivier Apert souligne l'omniprésence de ces « précautions oratoires » qui « semblent avoir pour tâche et d'auto-excuser et d'auto-encourager l'auteur tout en s'adressant à son lecteur compassionnel dont l'existence est à chaque ligne mise en doute et revendiquée ». Si Tristan Maya signale que « son goût pour les épigraphes est un trait commun aux littérateurs de son temps », Zielonka note l'aspect peu polémique de ses pièces liminaires : « il n'y a guère que Xavier Forneret qui ne s'en prenne pas à la société ou à Dieu, et qui consacre toutes ses énergies aux innovations formelles et stylistiques qu'il pratique ».

Eldon Kaye attribue « ces innombrables pièces justificatives dont il sème et élargit démesurément ses ouvrages », de manière caractéristique, à « l'auteur qui tâtonne, qui cherche sa voie et qui prévoit les critiques éventuelles. Forneret va céder toute sa vie à cette manie de tenir le public au courant des moindres démarches de son esprit ». Celles qui introduisent Pièce de pièces, Temps perdu ont été relevées par Charles Monselet : « En écrivant, j'ai encore, toujours rêvé ; ainsi on peut bien dormir en me lisant — » et 

« Tout est senti chez nous, sans pouvoir jamais bien en sortir ; mais, si peu que nous donne notre imagination, nous sommes content de n'avoir rien pris à personne. — »

Monselet estime que « M. Xavier Forneret s'exagère sa faiblesse ; il vaut mieux, dans ses efforts et dans ses aspirations enfiévrées, que cent écrivains dans leur stupide et sereine abondance ». Ainsi, toujours selon Willy-Paul Romain, lorsque « le fantastique le subjugue et le retient, l'étonnant de son propre éclat, Forneret hésite, reste incertain de ses propres moyens et n'a plus conscience de la qualité et de la profondeur de sa vision. Réticent, il s'abandonne à un démon familier qui exploite cette cécité momentanée ».
Paul Guilly reconnaît de même que « par bonheur, « penser, c'est frémir », et Xavier Forneret frémissait souvent. Il le faisait alors avec une telle frénésie qu'il entrait en transe, et c'est sans doute dans un véritable état second qu'il secrétait alors ces étranges maximes et ces images à l'avant-garde de la poésie moderne qui font à juste titre de ce petit romantique le premier des petits prophètes du surréalisme ».

## Analyses comparées
Pour Jean-Luc Steinmetz, l'expression petits romantiques est trop étroite « pour contenir tant de personnalités disparates, qu’aucune minoration ne parvient à réduire à merci ». Selon François Dominique, la personnalité originale de Forneret « se rattache à cette tradition d'isolés qui forment en fait un ensemble remarquable : Alphonse Rabbe, Philothée O'Neddy, Pétrus Borel, Philarète Chasles, Alphonse Esquiros, Lacenaire et Charles Lassailly. »
De même, selon Willy-Paul Romain, « il serait vain de vouloir situer Forneret dans une catégorie quelconque d'écrivains. Son apparentement spirituel avec les petits romantiques, anarchistes et bohèmes, n'a pas empêché qu'il ne fut jamais admis dans un de leurs groupes. En cette époque de chapelles et de cénacles, il fait figure d'isolé — comme Nerval, d'ailleurs — il fut et resta un solitaire, et la singularité apparente dont il se plut à parer son existence peut sans doute s'expliquer par la nette conscience qu'il avait de son isolement ». Le même auteur reconnaît cependant que l'« on voudrait comparer Forneret » à d'autres auteurs marginaux de son temps, à commencer par « cet autre solitaire, bourguignon comme lui, d'adoption sinon de naissance : Aloysius Bertrand ».

### Aloysius Bertrand

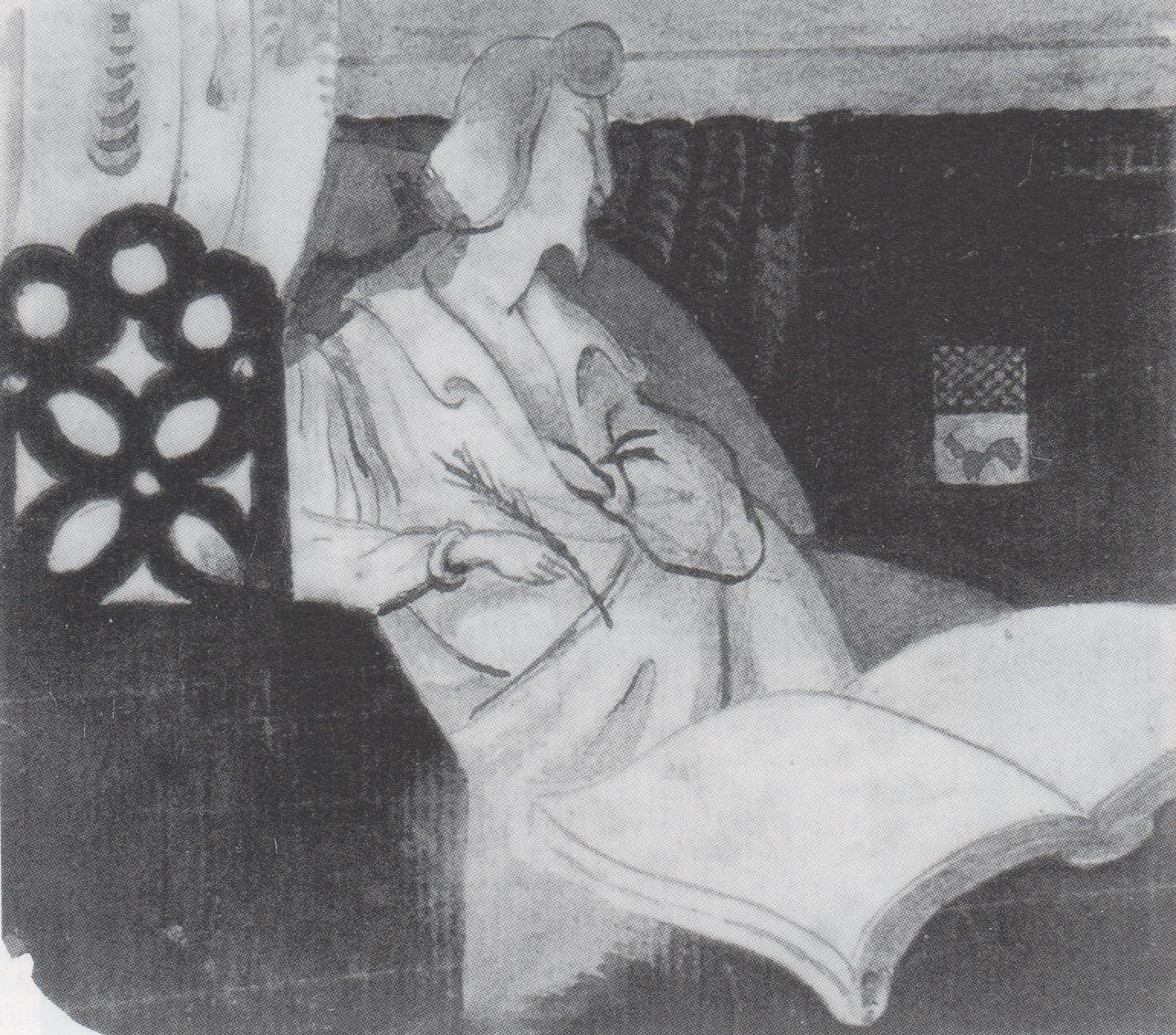
Autoportrait d'Aloysius Bertrand.

Selon Anny Detalle, « rien, si ce n'est une chronologie arbitraire, ne semble a priori rapprocher » Xavier Forneret et Aloysius Bertrand, pourtant fréquemment cités conjointement parmi les « petits romantiques ». Des parallèles ont été soulignés entre les deux poètes, notamment au niveau de leurs parcours respectifs. En effet, les deux hommes sont contemporains : Bertrand est né en 1807, deux ans avant Forneret. S'ils ne se sont jamais rencontrés, ils ont passé la plus grande partie de leur vie en Bourgogne, le premier à Dijon, le second à Beaune. L'aura artistique de Paris les pousse à tenter leur chance dans la capitale, sans pour autant y rencontrer le succès. Tous deux s'essaient aux vers et au théâtre, et collaborent à des journaux politiques, bien que suivant des idéologies radicalement différentes : Forneret, républicain modéré, « n'aurait pu souscrire aux phrases démocratiques d'Aloysius Bertrand ».
La raison même de leur marginalité se situe à des niveaux différents. Champfleury offre un parallèle entre les auteurs : « Aloysius Bertrand était pauvre et doué d'un talent exquis, Xavier Forneret naquit riche d'argent et de bizarreries ». En effet, Bertrand reçoit le soutien de Victor Hugo, Sainte-Beuve et David d'Angers, tandis que Forneret, qui demeura relativement isolé toute sa vie, dispose des ressources financières qui lui permettent d'éditer ses œuvres à compte d'auteur. Willy-Paul Romain estime que, si « le premier vivait tendu vers l'absolu de son rêve, le second hésitait et délaissait trop souvent au profit de médiocres rabâchages les élans d'une vision inhabituelle du monde des âmes […] Du moins tous deux ont-ils senti qu'ils ne pourraient se réaliser pleinement, atteindre le cœur de leur douloureuse et exaltante recherche qu'en isolant leur génie ».
Leurs œuvres se rejoignent pourtant sur plusieurs points. Anny Detalle note que l'un comme l'autre a été redécouvert par les surréalistes, ce qui « inviterait à déceler chez ces deux poètes un degré certain d'insolite, une certaine exploitation des ressources inconscientes du langage, si tout cela n'apparaissait, de façon plus saisissante encore, à l'analyse des procédés de l'imaginaire ». Le récit onirique est par exemple pratiqué par les deux poètes : Eldon Kaye rapproche ainsi Un Rêve, C'est, première pièce du recueil Temps perdu de Forneret (« Ne m'interrogez pas ; je vous le montre comme je l'ai eu ; regardez-le ») du poème Un Rêve, tiré du recueil Gaspard de la nuit de Bertrand (« Ainsi j'ai vu, ainsi je raconte »). Tous deux sont également à la recherche constante d'un nouveau mode d'expression qui passe, entre autres, par un usage inédit de la prose : Nathalie Vincent-Munnia les présente ainsi comme des précurseurs du poème en prose, à l'origine d'« une poésie qui, dans la première moitié du XIXe siècle, ne peut pas se dire elle-même : les premiers poètes en prose qualifient leurs textes de « Pièce de pièces » (Forneret), de « Bambochades » (Bertrand) ».

### Lautréamont

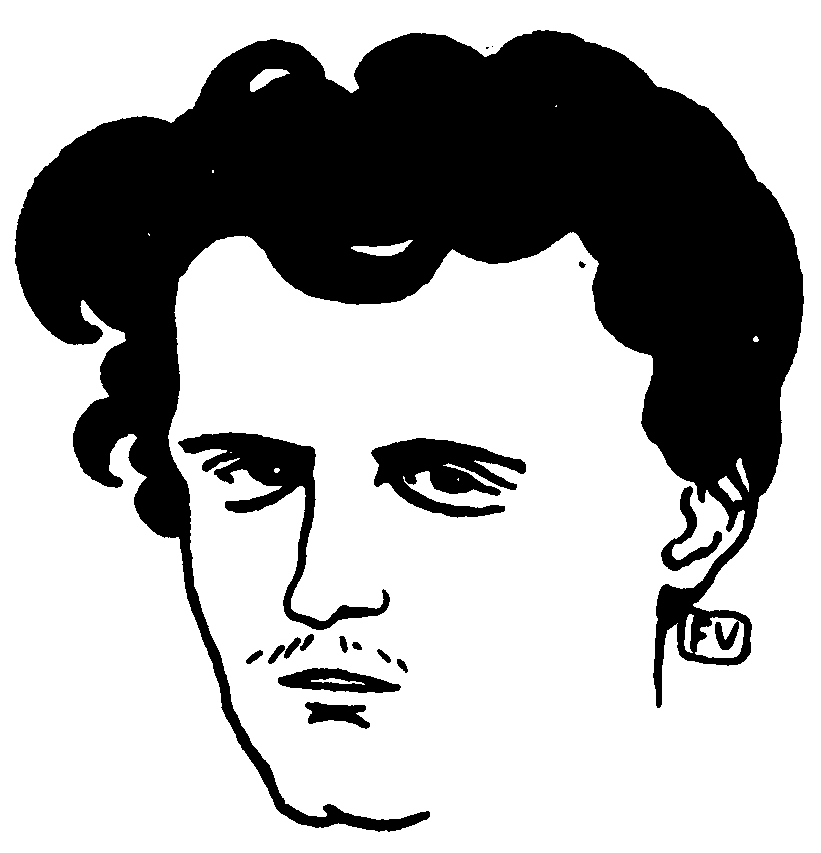
Portrait de Lautréamont par Vallotton, paru dans Le Livre des masques de
Remy de Gourmont (1898).

Pour Willy-Paul Romain, « il semble difficile, lorsqu'on aborde aujourd'hui Forneret, de ne pas évoquer, instantanément, Lautréamont, le plus direct continuateur des petits romantiques, et même — en quelque sorte — leur maître posthume ». Jacques-Rémi Dahan considère également que « Forneret est probablement le seul écrivain du XIXe siècle, avec Lautréamont, dont le style mérite constamment l'épithète de frénétique ». Eldon Kaye les voit se rejoindre « dans un lyrisme exaspéré qui exprime chez Forneret la frénésie macabre et la passion, chez Lautréamont les exploits délirants de destruction ».
Ce rapprochement est confirmé par Jean-Luc Steinmetz, qui relève une coïncidence autour de la publication de Poésies I en 1870 : « On signalera surtout que les mêmes Balitout, Questroy et Cie imprimèrent en 1870 Broussailles de la pensée, de la famille de « Sans titre » (« Paris : aucun éditeur, rue du Vouloir, prix 0 franc »), un volume de 420 pages dont la présentation et la typographie l'emportent encore par leur bizarrerie sur les Poésies. L'auteur, redécouvert ensuite par les surréalistes, en était Xavier Forneret ».
Olivier Apert, pour souligner l'isolement parisien de Forneret, qu'il qualifie de « Maldoror mineur », imagine une rencontre entre les deux écrivains, « pures créatures de la solitude vierge, […] chacun drapé de son manuscrit frappé de malédictions et d'imprécations », qui s'échangeraient en secret « leurs adresses aux lecteurs dictées par la même savante naïveté ».
Willy-Paul Romain propose un inventaire commun de leurs thèmes récurrents : « On relève chez l'un comme chez l'autre l'intrusion d'animaux plus ou moins symboliques, parfois apocalyptiques, de monstres, de taches de sang souillant toujours une nature désespérément amoureuse, chaude et parfumée. Mais Lautréamont est allé jusqu'au bout de son invention, alors que Forneret a été détourné de sa route ».
Au-delà de différences essentielles que les critiques n'ont pas manqué de signaler, puisque « la révolte gronde d'un bout à l'autre des Chants, alors que le conformisme le plus étroit se laisse parfois deviner dans les maximes et autres pensées morales de Forneret », les points communs sont remarquables. André Lebois montre comment « la faune et la flore d'Isidore Ducasse que laissait déjà pressentir une page comme Un désespoir » et « les comparaisons d'un réalisme sarcastique (les beau comme de Maldoror) » se rencontrent déjà sous la plume de l'écrivain beaunois.

### Raymond Roussel

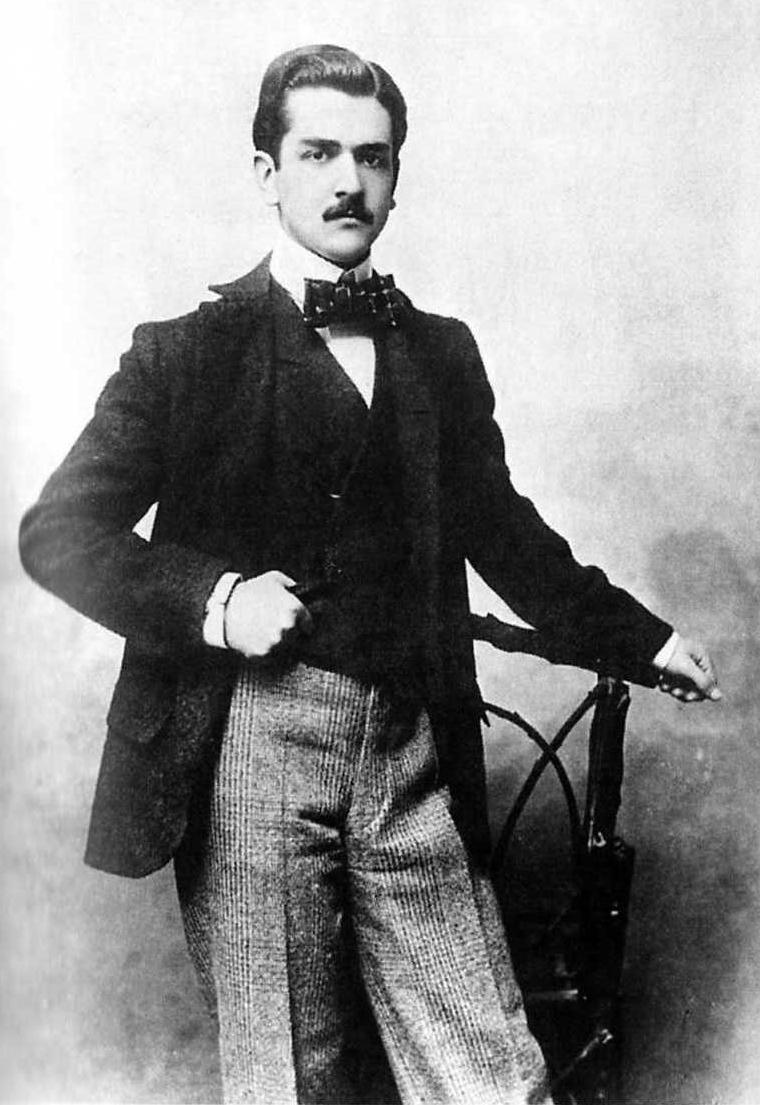
Raymond Roussel à 19 ans (1896).

André Breton est le premier à signaler, à propos des publications de « cet homme assez orgueilleux pour faire passer dans les journaux cette annonce d'un de ses livres : « Le nouvel ouvrage de M. Xavier Forneret n'est livré qu'aux personnes qui envoient leur nom à l'imprimeur, M. Duverger, rue de Verneuil, et après examen de leur demande par l'auteur » et assez humble pour s'excuser, à la fin de plusieurs de ses ouvrages, de son incapacité et solliciter l'indulgence du public », combien « cette attitude n'est pas sans présenter des analogies frappantes avec celle qu'adoptera plus tard Raymond Roussel ».
Si « Roussel est, avec Lautréamont, le plus grand magnétiseur des temps modernes » aux yeux des surréalistes, les analogies demeurent très superficielles pour ce qui est du style. La biographie de l'auteur d'Impressions d'Afrique présente, en revanche, de nombreux points communs avec l'auteur de L'Homme noir : une enfance de fils cadet dans une famille de la grande bourgeoisie fortunée, un goût prononcé pour la musique (le violon pour Forneret, le piano pour Roussel), une existence solitaire de « riche amateur célibataire », des livres toujours publiés à compte d'auteur et des pièces de théâtre créées à grands frais, provoquant un scandale auprès du public et de la critique, une réputation de fou littéraire, et un capital entamé jusqu'à réduire l'un et l'autre à la ruine.
Si le style de Raymond Roussel est à l'opposé du frénétisme de Forneret, leurs œuvres témoignent d'un même vertige d'écrire. La création « ne résulte pas d'un processus contrôlé, si peu que ce soit », mais « cette constante affirmation de la difficulté à s'exprimer pleinement et de l'incapacité à retoucher le premier jet fascina à juste titre les surréalistes, qui insistèrent pertinemment sur le caractère automatique de cette écriture », aboutissant à une « œuvre piégée, dont les pires platitudes semblent souvent masquer des abîmes ». Selon Eldon Kaye, « tous deux mènent le lecteur dans un labyrinthe compliqué de parenthèses en poursuivant, par une chaîne d'idées et d'associations d'images, leur propre train de pensée, sans se rendre compte que le lecteur dérouté a de la peine à les suivre ».
François Caradec s'intéresse au Rien de tels ouvrages : « On comprend l'anxiété de ceux que n'a pas cuirassés la fréquentation assidue de Mallarmé, de Jarry, de Lautréamont : les quêteurs d'absolu ont rarement l'occasion de se pencher sur un tel abîme : le néant — et son vertige : la satisfaction du néant ».
André Breton s'en tient aux lumières de la psychanalyse pour expliquer la « naïveté déconcertante » de Forneret comme le procédé, « technique philosophiquement injustifiable » de Roussel. L'« automatisme psychique pur » de Locus Solus trouve donc un antécédent lointain dans un poème comme Jeu de mère et d'enfant, dans Vapeurs, ni vers ni prose, qui « anticipe sur l'illustration clinique des théories psychanalytiques d'aujourd'hui ».

En-dehors de toute question d'interprétation, Xavier Forneret a ceci de commun avec Raymond Roussel que sa fortune lui permet d'écrire en toute liberté — situation privilégiée qui leur attire la jalousie de nombreux critiques, mais à quoi un « mercenaire des lettres » tel que Willy ne fut pas insensible : 

« C'est un auteur excentrique violemment discuté. On lui jette de la boue et des roses, mais on ne passe jamais indifférent auprès de lui. Il m'a séduit par son originalité agressive, son génie du bizarre et une passion difficilement analysable de l'artificiel. Il compose ses livres sans se soucier de l'esthétique de son libraire ; il fait jouer ses pièces sans mendier l'approbation du chef de claque, du pompier de service et du marchand de billets, trinité formidable ; c'est pour sa propre délectation et celle de quelques artistes compréhensifs que, debout sur la corde raide de la difficulté, il jongle avec d'éblouissants paradoxes. »

Selon Jacques-Rémi Dahan, Forneret « manifesta par ses ambitions une grandeur qui l'élève bien au-dessus d'un dandy banal. Tel ce Raymond Roussel, au génie d'une autre envergure, il sut user de la fortune à lui confiée par le hasard, pour faire venir à l'existence un art dont le monde ne voulait pas ».

## Postérité
« Ne vous effrayez pas du bruit d'abord, — Il y a tant de silence après. »

— Broussailles de la pensée, 1870

### Jugements contemporains
Dans ses Souvenirs littéraires, Maxime Du Camp revient sur les livres qu'il renonce à relire « car je ne puis plus supporter qu'un certain degré de niaiserie ». Tristan Maya le trouve particulièrement « aigre » lorsqu'il « exécute Xavier Forneret en quelques lignes rageuses » : 

« J'avais un besoin d'admiration qui s'exerçait sur tout […] et même sur Sans titre, par un homme noir blanc de visage. Cet homme noir, dont la place eût été à Charenton, se nommait Xavier Forneret. Il donnait des pièces de vin aux directeurs de théâtre pour faire jouer ses drames, était de première force sur le violon, avait une fortune qui lui permettait de publier lui-même ses livres, dormait dans un cercueil et habitait un appartement tendu de velours noir semé de larmes d'argent. »

Maxime Du Camp évoque la figure de l'Homme noir comme on rend hommage à un auteur mort et oublié, alors que Xavier Forneret a simplement quitté Paris pour Beaune, en 1883. Ainsi, à son insu, ses contemporains ont retenu quelque chose de son œuvre et de son style, même de sa légende. Dans une lettre adressée à Sainte-Beuve, lors de la parution de L'Homme qui rit de Victor Hugo (1869), Champfleury se livre à une critique implacable du roman et fait une comparaison inattendue : 

« Deux ou trois chapitres dans le premier volume où se remarque la griffe du maître. Je ne sais comment qualifier le reste. C'est là-dedans qu'il y a une décadence profonde et inexplicable. Il eût été si facile à Hugo riche de ne pas publier un tel livre. Vers 1838, il existait un certain Xavier Forneret, dont on trouve quelquefois les livres sur les quais ; ils sont habituellement imprimés en gros caractères sur le recto des pages dont le verso est blanc. Cet excentrique qui, dans vingt pages de folies, trouvait quelquefois une pensée à peu près ingénieuse, mais toujours maniérée, pourrait avoir écrit les quatre cinquièmes du roman d'Hugo. »

Tristan Maya considère que « son admiration pour Victor Hugo était si vive que Forneret aurait été transporté de joie », s'il avait connu cette lettre. En revanche, il a certainement lu l'article d'Armand de Pontmartin, paru dans L'Union le 26 mai 1860 et consacré à son dernier recueil poétique, Ombres de poésie. Eldon Kaye cite en entier cet article « ironiquement chaleureux », dont la conclusion est cruelle : 

« Et moi aussi, je pense au ciel qui, pour mieux nous montrer la nécessité d'une vie future, a distribué ici-bas d'une façon si inégale les facultés intellectuelles, et qui, à côté de mes pauvres paysans, incapables de lire ou même d'écrire les Ombres de poésie, a créé les Lamartine, les Victor Hugo, les Musset — et les Xavier Forneret. Oh ! merci, mon Dieu ! Et vous aussi, merci, Xavier Forneret ! Vous êtes un être bienfaisant, un recours infaillible contre les tristesses de ce monde. Forneret ! j'ai une faveur à vous demander : les admirations vives rendent expansif et indiscret. Vous avez quarante ans et, à cet âge, les grands poètes sont chauves : si cependant ce ciel que vous invoquez avait fait une exception en votre honneur, ô Forneret ! envoyez-moi une mèche de vos cheveux : je la placerai sur mon cœur, et ce talisman fera désormais de moi un critique invulnérable ! »

Un an à peine après l'article encourageant de Monselet, ce « long éreintement sur le fond et sur la forme » a toute la valeur d'un enterrement pour la carrière de l'écrivain : Eldon Kaye considère qu'« à cette date, Forneret était déjà mort pour la littérature ».

### Hommages des surréalistes
Il faut attendre les surréalistes pour que l'œuvre de Forneret, ainsi que celle d'autres « petits romantiques », sorte de l'oubli. Pour Jean-Luc Steinmetz, « cherchant dans les combles du romantisme comme dans ses souterrains, ils en ont ressorti des êtres plus ou moins spectraux dont ils chérissaient la hantise ». Eldon Kaye considère que le courant surréaliste et ces poètes marginaux avaient en commun « le refus d'accepter les insignifiances du réel, la quête et l'exploration d'une autre réalité où l'imagination peut se donner libre essor ». Ainsi, le Deuxième extrait d'un volume de Rêves, qui témoigne de l'attrait de Forneret pour le récit onirique, est présenté par André Breton comme un texte « dont l'accent est d'une nouveauté inappréciable ». Cependant, contrairement à l'onirocritique systématique des surréalistes, l'auteur réaffirme en conclusion de ce songe l'« inintelligibilité de l’inconscient » : 

« Oh ! qu'on a de bonheur — selon moi — à ne pas toujours pouvoir exprimer ce qu'on éprouve ! Le Mystère est bien favorisé d'être mystère ; il n'est pas compris, il ne se comprend pas. »

Et la lune donnait et la rosée tombait paraît dans la revue La Révolution surréaliste du 1er octobre 1927, accompagné d'une notice d'André Breton, Paul Éluard et Georges Hugnet, :

« Forneret, qui es-tu ? Il nous répond par un poème : Un pauvre honteux.
Entre Borel et Lautréamont, il vacille sur la route qui mène en 1835 à certain théâtre dijonnais sur lequel s'agite L'Homme noir.
Qui est Forneret ? Nous ne savons pas. C'est l'Homme noir. Quand nous l'avons rencontré : Et la lune donnait et la rosée tombait. Mais surtout une voix toujours inouïe qui est celle de l'Amour, déchirait le ciel et la terre. Forneret, un homme que nous avons rencontré dans les ténèbres et à qui nous avons baisé les mains. »

Dès lors, le groupe fait connaître de nombreux extraits de l'œuvre de Forneret : des maximes de Sans titre et d'Encore un an de Sans titre dans le numéro suivant de la Révolution surréaliste,, Le Diamant de l'herbe du recueil Temps perdu accompagné d'extraits de l'article de Monselet dans un numéro de la revue Minotaure en 1937 puis, l'année suivante, le conte Un Rêve, C'est, également extrait de Temps perdu, dans un recueil de textes intitulé Trajectoire du rêve.

En 1932, dans la continuité de l'énumération du Manifeste du surréalisme publié par André Breton en 1924, la revue This Quarter qualifie Forneret de « surréaliste dans la maxime ». Xavier Forneret prend place dans l'Anthologie de l'humour noir (1939) où Breton défend l'auteur des accusations de naïveté proférées à son encontre : « Observons qu'on tenterait en vain de desservir l'auteur de Sans titre en alléguant qu'il était plus ou moins inconscient ou irresponsable des échos qu'il éveille à la lecture impartiale et attentive, lui qui a placé son livre sous l'invocation de cette phrase de Paracelse » : 

« Souvent il n'y a rien dessus, tout est dessous. Cherchez. »

Benjamin Péret inclut Et la lune donnait et la rosée tombait dans son Anthologie de l'amour sublime (1956), ajoutant que « la passion n'a jamais atteint chez aucun poète romantique le paroxysme qu'elle connaît avec Xavier Forneret ». À la question posée par Breton pour l'« énigme Forneret », Péret considère que l'« on peut répondre qu'il en a été ainsi parce qu'il n'appartenait pas à son époque mais à un temps qui vient à peine de commencer, celui des voix de plus en plus tonnantes à mesure que s'écoulent les années ».

À la suite des surréalistes, la revue Bizarre a rendu un hommage à Xavier Forneret dans son no IV, consacré aux « fous littéraires » sous la direction de Raymond Queneau, en avril 1956. Un dessin à la plume de Ruytchi Souzouki reproduit le portrait de l'auteur de Sans Titre comme monument funéraire au-dessus d'une tombe portant la double inscription « Ci-gît Xavier Forneret » et « Lettre », le buste de l'écrivain pointant du doigt vers une fente de boîte aux lettres, allusion à l'aphorisme : « J'ai vu une Boîte aux Lettres sur un Cimetière ».

### Ombre portée del'Homme noir

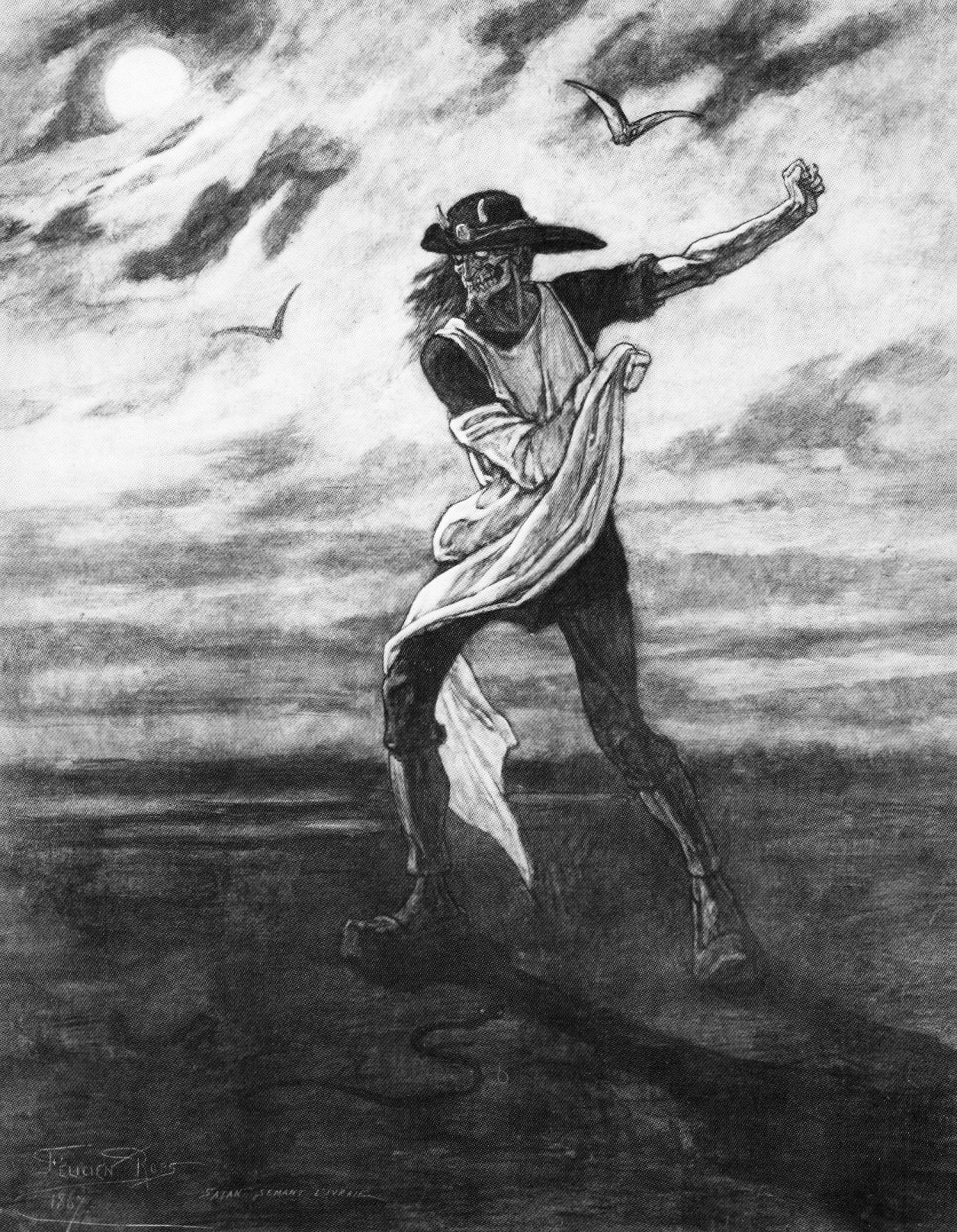
Satan semant l'ivraie, gravure de Félicien Rops (1867).

Dans une étude publiée en 1993 dans la Revue d'Histoire littéraire de la France, Jacques-Rémi Dahan estime, répondant après un demi-siècle à l'injonction d'André Breton qui « n'hésite pas à soutenir qu'il y a un cas Forneret dont l'énigme persistante justifierait aujourd'hui des recherches patientes et systématiques », que « si certains trous subsistent dans sa biographie, nous en saurions à tout prendre plutôt davantage sur son compte que sur celui de la majorité des écrivains de son temps. L'Inconnu du romantisme évoqué par Monselet n'est plus ». Mais le chercheur ajoute immédiatement : 

« Comment expliquer, dès lors, que l'énigme à laquelle il a été fait allusion nous paraisse moins que jamais susceptible de résolution ? D'où vient aussi que l'œuvre d'un obscur provincial du XIXe siècle nous ébranle encore si profondément, bien au-delà de son pur intérêt historique ? »

Nicolas Apert suppose que le poète, conscient de son excentricité et en avance sur son temps, « ne promenait pas son personnage aux yeux […] de la foule mais au regard perçant de la postérité anticipée ». Willy-Paul Romain entreprend une sévère mise en garde — « Ne nous leurrons pas : Forneret ne fut pas un grand artiste, et il n'est pas sûr qu'il ait eu vraiment du génie » — mais n'en conclut pas moins sur un éloge de son idéalisme : 

« Idéaliste, il l'est dans la moindre de ses phrases, par son sens de l'image et sa sensibilité exacerbée. Et c'est là ce qu'il faut retenir de lui. On peut l'aimer, malgré toutes ses faiblesses, pour ces éclairs de génie qui traversent son œuvre, pour ces fantasmes dont il a voulu nous restituer l'éclat et la surprenante profondeur, voulant peut-être par là nous faire partager son éblouissement, devant ce seuil entrevu où l'angoisse devient joie. »

### Hommages post-modernes
François Dominique entend ne pas réduire le champ des influences ou des résonances que révèle l'œuvre de Forneret : « Nous pouvons percevoir chez lui, comme André Breton, le précurseur de Roussel et de Lautréamont. Nous pourrions même ajouter, preuves en main : précurseur des hydropathes, zutistes, fumistes fin-de-siècle, précurseur du performer Arthur Cravan et du Cabaret Voltaire ; précurseur de la « 'Pataphysique » de Jarry et même de l'Oulipo de Queneau ».
Le « Prix de l'Humour noir Xavier Forneret » est la catégorie principale du Prix de l'Humour noir, créé par Tristan Maya en 1954, récompensant chaque année l'auteur d'une œuvre littéraire représentative du genre de l'humour noir. François Dominique souligne combien « la part faite à l'humour noir dans l'art contemporain, après l'hommage surréaliste, lui ouvre une nouvelle carrière posthume : Forneret l'intempestif n'est jamais là où on veut le situer. Il fait partie de ces artistes qui sont toujours ailleurs, […] fantôme errant de la jeunesse révoltée ».
Certains hommages rendus au « romantique bourguignon méconnu » adoptent un ton plus désinvolte. Pour le centenaire de sa mort, en 1984, la bibliothèque municipale de Beaune organise une exposition rétrospective intitulée « Le testament de Xavier Forneret », autour « d'un poète mineur qu'on aurait alors appelé l'Homme noir en référence à celui qui allait au charbon ! »
En 1982, dans son étude et anthologie consacrée aux fous littéraires, André Blavier revient sur le jugement de Pierre Gustave Brunet — dont il critique également les méthodes, en tant que chercheur — et regrette de voir « parmi les facéties et dissertations singulières » qui relèvent de la démence ou du délire « quelques grands et véritables écrivains : Cyrano de Bergerac, Xavier Forneret, Lassailly, Jules Michelet, Andréa de Nerciat, le marquis de Sade évidemment, évidemment Gérard de Nerval, sans oublier Socrate ».
En décembre 2002, au Centre d'art contemporain d'Ivry, le cinéaste Érik Bullot rend hommage à Xavier Forneret aux côtés de Luigi Russolo et Charles Nodier à travers l'exposition et le film documentaire Le Singe de la lumière ainsi que la partition Hommage à Xavier Forneret. En septembre 2005, une performance pour voix, guitare et computer est présentée au « Unpop Festival » de Montréal, sur le poème Un pauvre honteux de Vapeurs, ni vers ni prose (Vapeur XIII).
En novembre 2006, la revue anglaise Strange Atraktor Journal, qui « déclare la guerre à la médiocrité », rend hommage au « poète maudit Forneret ». La même année, Joël Hubaut organise une exposition intitulée « Re-mix épidemik — Esthétique de la dispersion », à Dijon, en faisant référence à « l'Homme en noir, personnage bourguignon underground » présenté comme « précurseur de Dada, et l'un des premiers gothiques ».

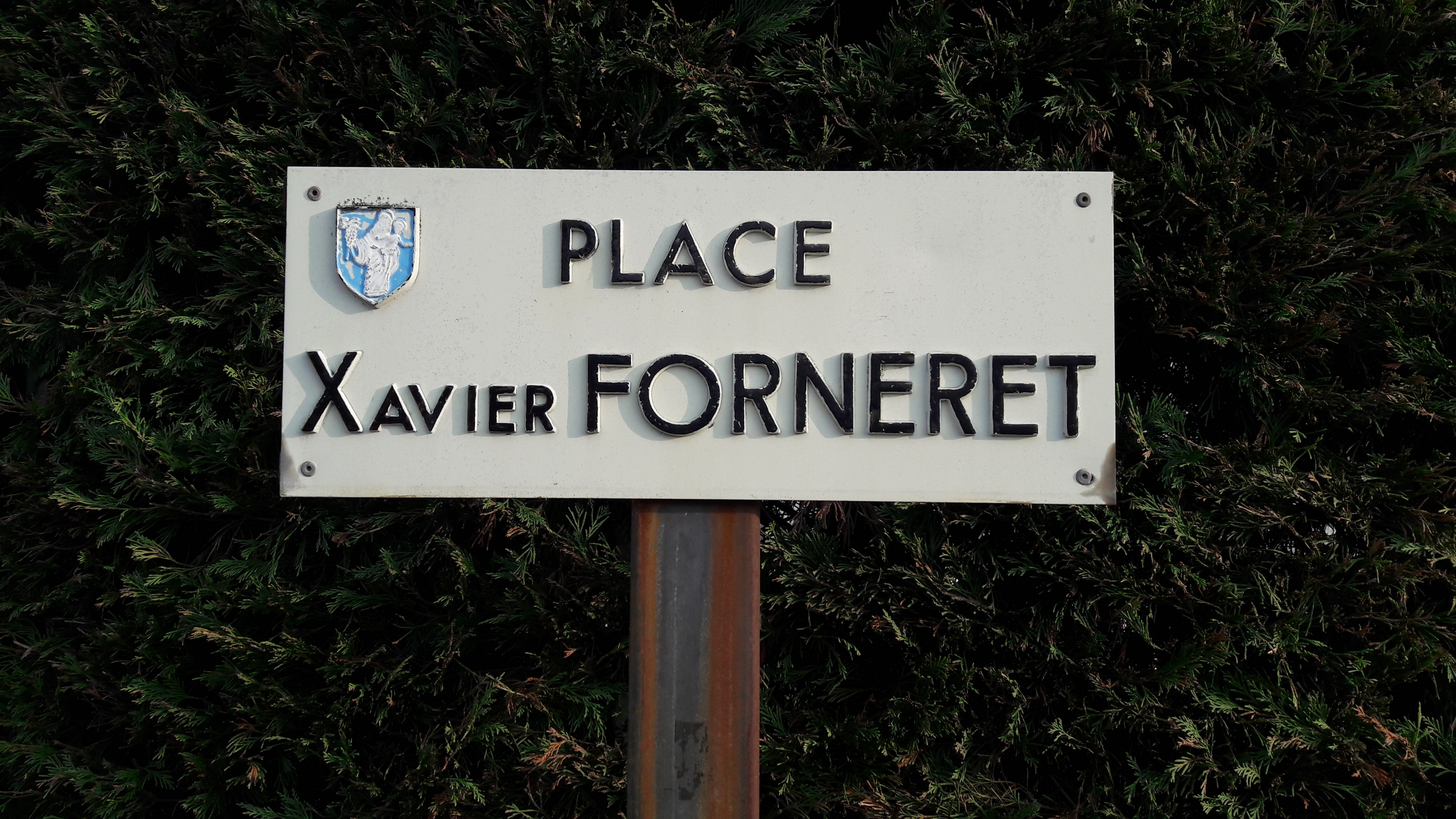
Panneau de la place Xavier Forneret à Beaune.

En 2011, Daniel Grojnowski et Bernard Sarrazin consacrent une anthologie intitulée Fumisteries, naissance de l'humour moderne aux écrivains humoristes et méconnus de 1870 à 1914, où Xavier Forneret figure en bonne place devant Alphonse Allais, Jules Renard et Erik Satie.
En 2013, la parution des Écrits complets de Xavier Forneret aux éditions des Presses du réel s'accompagne d'une exposition consacrée aux différentes éditions de son œuvre, à la bibliothèque municipale de Beaune. En 2014, le Centre régional du livre de Bourgogne organise une exposition de linogravures de Claude Stassart-Springer, illustrant une réédition de Sans titre aux Éditions de la Goulotte.

Les communes de Beaune, Ébaty et Chaudenay ont nommé une « rue Xavier Forneret » en hommage au « seul Beaunois reconnu par l'histoire littéraire de la France ». Il existe également une « place Xavier Forneret » à Beaune, à proximité de la rue et de l'impasse du même nom.

## Éditions modernes
- Œuvres, précédé d’un texte d’André Breton, introduction et bibliographie par Willy-Paul Romain, Paris, Arcanes, coll. « Humour noir », 1952, 252 p.
- Sans Titre et autres textes, Paris, Éditions Thot, 1978, 234 p.
- Contes et récits, Paris, José Corti, coll. « romantique no 43 », 1994, 414 p. (ISBN 2-7143-0501-6), édition intégrale établie par Jacques-Rémy Dahan
- Écrits complets : Volume I (1834-1876) – Théâtre, poésie, musique, Dijon, Les Presses du réel, coll. « L'Écart absolu », 2013, 976 p. (ISBN 978-2-84066-487-1). , édition établie par Bernadette Blandin
- Écrits complets : Volume II (1836-1880) – Aphorismes, contes et récits, roman, vie quotidienne, Dijon, Les Presses du réel, coll. « L'Écart absolu », 2013, 800 p. (ISBN 978-2-84066-488-8). , édition établie par Bernadette Blandin
- (es) Vapores, ni verso ni prosa (trad. Pedro J. Vizoso), Grand Island, Nebraska, Arkadia Books, 2018, 210 p. (ISBN 978-1-7328394-1-0)
- Caressa suivi de Le Diamant de l'herbe et Voyage d'agrément de Beaune à Autun, Éditions Jalon, 2021, 130 p. (ISBN 978-2-491-06825-7)
- Le Diamant de l'herbe (avec 15 gravures sur bois de Simon Ortner), Quiero, 2022, 56 p. (ISBN 978-2-914363-21-1)

#### Anthologies
- André Breton, Anthologie de l'humour noir, Paris, Jean-Jacques Pauvert, 1939, rév.1966, réed.1979, 416 p. (ISBN 978-2-7202-0184-4), p. 117-125.
- Jean-Luc Steinmetz, La France frénétique de 1830 : Choix de textes, Paris, Phébus, 1978, 560 p. (ISBN 978-2-85940-015-6), p. 507-556.

#### Ouvrages généraux
- Aloysius Bertrand, Œuvres complètes, Paris, Honoré Champion, coll. « Textes de littérature moderne et contemporaine », 2000, 1176 p. (ISBN 978-2-7453-0125-3). , édition établie par Helen Hart Poggenburg
- André Blavier, Les Fous littéraires, Paris, Henri Veyrier, coll. « Le rappel au désordre », 1982, 924 p. (ISBN 2-85199-268-6)
- Pierre Gustave Brunet, Les fous littéraires : Essai bibliographique sur la littérature excentrique, Bruxelles, Gay et Doucé, 1880, 227 p. (lire en ligne).
- François Caradec, Raymond Roussel, Paris, Fayard, 1997, 456 p. (ISBN 978-2-213-59815-4).
- Collectif, Le Parnasse satyrique du dix-neuvième siècle, t. 2, Paris (lire en ligne).
- Champfleury, Les vignettes romantiques : histoire de la littérature et de l'art, 1825-1840, Paris, Dentu, 1883, 440 p. (lire en ligne), p. 207-211.
- Anny Detalle, Mythes, merveilleux et légendes dans la poésie française de 1840 à 1860, Paris, Klincksieck, 1976, p. 79-84.
- Maxime Du Camp, Souvenirs littéraires, t. 1, Paris, Hachette, 1882-1883, 406 p. (lire en ligne).
- Francis Dumont, Naissance du romantisme contemporain (thèse de 1942, Les ascendances romantiques du surnaturalisme contemporain, avec une bio-bibliographie de Xavier Forneret, soutenue sous le nom de Jules Krieser), Paris, Calmann-Lévy, 1942, 176 p.
- Edmond Guérard, Dictionnaire encyclopédique d'anecdotes, t. II, Paris, Firmin Didot, 1872, 476 p. (lire en ligne).
- Benjamin Péret, Anthologie de l'amour sublime, Paris, Albin Michel, 1956, 380 p. (ISBN 2-226-22502-1, lire en ligne), p. 281-288.
- Gaëtan Picon, Histoire des littératures, t. III, Paris, Gallimard, coll. « Encyclopédie de la Pléiade », 1958.
- Jean-Luc Steinmetz, Lautréamont, Œuvres Complètes, Paris, Gallimard, coll. « La Pléiade », 2009, 796 p. (ISBN 978-2-07-011914-1).

#### Études et monographies
- Olivier Apert, L'Homme noir, blanc de visage, Cognac, Le Temps qu’il fait, coll. « Grandeur nature », 1994, 104 p. (ISBN 978-2-86853-187-2).
- Guy Chambelland (dir.) et al., Xavier Forneret, Dijon, Le Pont de l’épée, no 3, juillet 1958
- (en) Wendy Greenberg, Xavier Forneret’s visionary maxims, Bologne, Francofonia, no 18-19, 1990, p. 93-100
- Eldon Kaye, Xavier Forneret dit « l'Homme noir » (thèse de 1958), Genève, Droz, coll. « Histoire des idées et critique littéraire », 1971, 306 p. (ISBN 978-2-600-03512-5, lire en ligne).
- Pierre-Yves Laurioz, Xavier Forneret, le romantique bourguignon méconnu, Paris, Éditions de Paris, 2007, 213 p. (ISBN 978-2-85162-201-3 et 2-85162-201-3).
- Tristan Maya, X. F. humoriste noir blanc de visage, Saint-Seine-L’Abbaye, Éditions de Saint-Seine-l’Abbaye, Jean-Paul Michaut, 1984, 200 p. (ISBN 2-86701-045-4).
- François Mortureux, Xavier Forneret : Beaune, 1809-1884, Beaune, Centre beaunois d’études historiques, 1984.
- Maurice Toesca, Un homme heureux : Mémoires de Xavier Forneret, prince de l’humour noir, Paris, Albin Michel, 1984, 240 p. (ISBN 978-2-226-22796-6, lire en ligne)

#### Articles et analyses
- Bernadette Blandin, Xavier Forneret, l'unique — avant-propos pour les Écrits complets, tome I, Dijon, Les Presses du Réel, 2013, 947 p. (ISBN 978-2-84066-487-1), p. 5-6
- Bernadette Blandin, Repères biographiques, Xavier Forneret (1809-1884), Dijon, Les Presses du réel, 2013, 795 p. (ISBN 978-2-84066-488-8), p. 787-795
- François Bott, « L'impossible Monsieur Xavier », Le Monde,‎ 11 février 1994 (ISSN 0395-2037, lire en ligne)
- Fernand Chaffiol-Debillemont, Petite suite excentrique : Xavier Forneret, Paris, Mercure de France, 1952 (lire en ligne)
- Collectif, « L'écriture automatique », La Révolution surréaliste, nos 9-10,‎ 1er octobre 1927, p. 12-17 (ISSN 0398-3501, lire en ligne)
- Jacques-Rémi Dahan, « L'Homme noir et ses livres : Réflexions sur la production librariale de Xavier Forneret », Revue d'histoire littéraire de la France, Paris, PUF, no 6,‎ novembre-décembre 1993, p. 863-878 (ISSN 0035-2411, lire en ligne) 
en marge des Écrits complets : aphorismes, contes et récits, roman, vie quotidienne, vol. 2, Dijon, Les Presses du Réel, 2013, 795 p. (ISBN 978-2-84066-488-8), p. 769-785
- Jacques-Rémi Dahan, préface des Contes et récits, Paris, José Corti, coll. « Collection romantique no 43 », 1994, 414 p. (ISBN 2-7143-0501-6), p. 7-49
- François Dominique, Forneret l'intempestif — avant-propos pour les Écrits complets, tome I, Dijon, Les Presses du Réel, 2013, 947 p. (ISBN 978-2-84066-487-1, lire en ligne), p. 7-11
- Francis Dumont, Xavier Forneret, Paris, Les Cahiers du Sud, numéro spécial « Les Petits Romantiques français », 1949, 300 p. (ISSN 0184-752X)
- Paul Guilly, « À propos d'un nouveau prix — Un précurseur du surréalisme : Xavier Forneret », Le Monde,‎ 20 août 1955 (ISSN 0395-2037) 
cité par Tristan Maya dans X.F. humoriste noir blanc de visage p. 146-150
- Jules Janin, « La semaine dramatique », Journal des débats,‎ 29 janvier 1855 (ISSN 1770-619X, lire en ligne)
- Alphonse Karr, « Théâtres de vaudevilles », Le Monde dramatique, t. 2,‎ 1836, p. 240 (lire en ligne)
- Matthieu Liouville, Xavier Forneret, fumiste frénétique, dans Humoresques, no 19 « Rires marginaux, rires rebelles », Genève, Éditions de la Maison des sciences de l'homme, 1997, 194 p. (ISBN 978-2-913698-09-3), p. 157-169, textes recueillis par Judith Kaufmann
- Charles Monselet, « Le Roman d’un provincial », Le Figaro, no 464,‎ 26 juillet 1859, p. 5-6 (lire en ligne)
- Armand de Pontmartin, « Une bonne Fortune — Ombres de poésie, par M. Xavier Forneret », L'Union,‎ 26 mai 1860 
cité par Eldon Kaye dans Xavier Forneret dit « l'Homme noir » p. 283-290
- Willy-Paul Romain, Xavier Forneret, visionnaire incertain, avant-propos pour les Œuvres, Paris, Arcanes, coll. « Humour noir », 1952, p. 4-15
- Albert Ronsin, « À propos de l'étrange personnage que fut le beaunois Xavier Forneret », Le Bien public,‎ 5 septembre 1955 
cité par Tristan Maya dans X.F. humoriste noir blanc de visage p. 152-155
- Jean-Luc Steinmetz, « Pour en finir avec les petits romantiques », Revue d'histoire littéraire de la France, vol. 105,‎ avril 2005, p. 891-912 (ISSN 0035-2411, lire en ligne)
- Nathalie Vincent-Munnia, « Premiers poèmes en prose : le spleen de la poésie », Littérature, no 91,‎ 1993, p. 3-11 (ISSN 0047-4800, lire en ligne)
- Anthony Zielonka, « Les préfaces, prologues et manifestes des « Petits Romantiques» », Romantisme, vol. 18, no 59,‎ 1988, p. 71-81 (ISSN 0048-8593, lire en ligne)